# Katwijk aan Zee
Pour les articles homonymes, voir Katwijk.
Katwijk aan Zee est une localité et un ancien village situé dans la commune de Katwijk, dans la province néerlandaise de Hollande-Méridionale. Au 1er janvier 2017, sa population s'élève à 14 040 habitants.
L'histoire du site est rappelée par le nom de cette localité, qui réfère aux Chattes, tribu germanique établie dans l'Empire romain. Dans la première moitié du IIe siècle apr. J.-C., les Romains édifient un camp fortifié, sur le territoire de Katwijk aan Zee et ses alentours immédiats. Ce site romain est désaffecté à la fin de l'empire, puis réutilisé au Haut Moyen Âge, sans discontinuité.
Les activités économiques et commerciales de la localité, située en bordure de la mer du Nord et du Vieux Rhin, sont historiquement liées à la pêche au hareng. Elle devient un port de pêche au XIVe siècle et la pêche représente l'activité essentielle de ses habitants, jusqu'au XXe siècle : Katwijk aan Zee possède, à la fin des années 1960, la plus importante flotte de pêche de la côte néerlandaise, comprenant environ 180 bateaux. La localité a progressivement développé, depuis le XXe siècle, de nouvelles activités économiques en lien avec le tourisme, et mis en valeur ses ressources naturelles, culturelles et historiques, liées à la proximité maritime.
Le tourisme balnéaire bénéficie ainsi de la présence des plages de sable et de dunes. La présence du port de pêche et de ses activités participe à l'attrait touristique, ainsi que la présence de vestiges fortifiés du mur de l'Atlantique, qui rappellent que le littoral de Katwijk aan Zee faisait partie intégrante du système de fortifications côtières édifiées lors de l'occupation du pays, durant la Seconde Guerre mondiale.
Katwijk aan Zee fait partie de la commune de Katwijk, qui comprend également Katwijk aan den Rijn, Katwijk-Noord, Valkenburg et Rijnsburg. Sa plage et ses dunes ont inspiré de nombreux tableaux exécutés par des peintres de l'École de La Haye, au XIXe siècle.

## Géographie

### Situation et localités limitrophes
| - OpenStreetMap Géolocalisation au sein de la commune de Katwijk. |

La localité de Katwijk aan Zee est située dans la partie ouest de la commune de Katwijk. Elle est longée par la mer du Nord, à l'ouest, et est bornée par Katwijk aan den Rijn, à l'est et par Katwijk-Noord sur ses marges septentrionales, ces deux localités étant également rattachées administrativement à Katwijk. En outre, l'agglomération est délimitée au sud par la commune de Wassenaar.
Par rapport aux principales communes de Hollande-Méridionale, Katwijk aan Zee se trouve située, « à vol d'oiseau », à 8 km en axe nord-ouest de Leyde ; à 9 km de Schéveningue, en direction du nord-nord-ouest ; à 15,07 km de La Haye ; et à 32 km de Rotterdam en axe nord-nord-ouest.
| Mer du Nord | Katwijk-Noord   | Katwijk-Noord        |
| Mer du Nord | Katwijk aan Zee | Katwijk aan den Rijn |
| Mer du Nord | Wassenaar       | Valkenburg           |

### Géologie, paysages naturels et relief

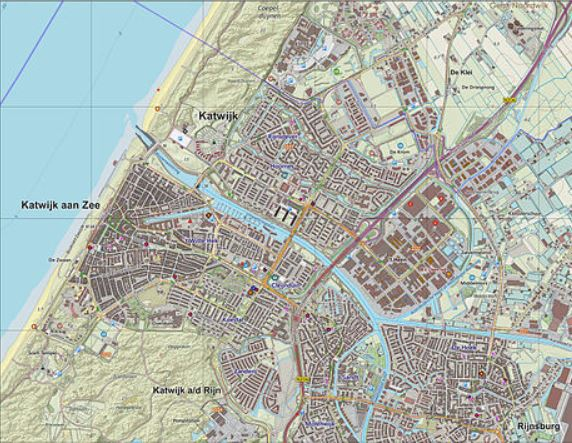
Carte topographique de la localité et de son environnement.

La topographie de Katwijk aan Zee est marquée par la présence d'une vaste plaine encadrée par des dunes à l'ouest et le lit du Vieux Rhin au nord. Les couches affleurantes sont pour l'essentiel constituées de tourbières comportant des sédiments argileux à caractère karstique et alternées de sables issus d'anciennes formations dunaires. En plusieurs endroits de la dépression littorale, ces strates se superposent à des dépôts de boues provenant de l'arrière-pays. Les affleurements de la zone dunaire sont caractérisés par l'existence de nombreux dépôts de fonds marins indistincts, également appelés « vaagbodems ». Ce type de formation stratigraphique peut se produire dans des sols sablonneux, argileux ou tourbeux. Certains des vaagbodems présents dans le sous-sol de Katwijk aan Zee ont été exploités pour des cultures de légumineuses.
Les strates inférieures, formées au cours de l'Holocène, recèlent des dépôts sédimentaires apportés par les marées et les marais subatlantiques. Ces couches sédimentaires, ayant été soumises à des transgressions marines, comportent des argiles associées à des traces d'animaux, essentiellement des fossiles de Spisulæ et de Scrobiculariæ, et à des résidus végétaux,. Au sein des strates datées du Pléistocène, des incisives de mastodontes et des insectes fossilisés dans de l'ambre, ont été mises en évidence.

### Hydrographie
Le territoire de la localité est irrigué, dans sa partie nord, par le Vieux Rhin, fleuve dont l'embouchure vient s'établir dans la mer du Nord,. Ce cours d'eau, localement connu sous le nom de Oude-Rijn, constitue un bras du Rhin en rive droite à partir de la ville de Duurstede, dans la province d'Utrecht. Au niveau de Leyde, jusqu'à Katwijk aan Zee, le Vieux Rhin vient se jeter dans la mer du Nord via un canal. Afin de contenir les eaux de l'Oude-Rijn lors de marée haute, trois écluses, associées à 11 couples de vannes, ont été construites tout au long de son parcours — y compris au sein de la localité —, au début du XIXe siècle (en 1806-1807). Le canal du Vieux Rhin se développe sur une longueur totale de 11 km. De par son système d'écluses, son niveau le plus bas est établi à 4,50 m, tandis que sa dénivellation maximale est atteinte à 10 m. Il permet la navigation de bateaux possédant un tirant d'eau maximum de 3 m et d'une longueur inférieure à 85 m.
Le territoire de Katwik aan Zee est également irrigué par un canal latéral, le « Prins Hendrickkanaal », qui trouve son embouchure sur le Vieux Rhin au niveau du centre-bourg. Cet ouvrage d'art a fait l'objet d'une modernisation de ses équipements hydrauliques en 2008 avec l'installation d'une vanne motorisée.

Réseau hydrographique
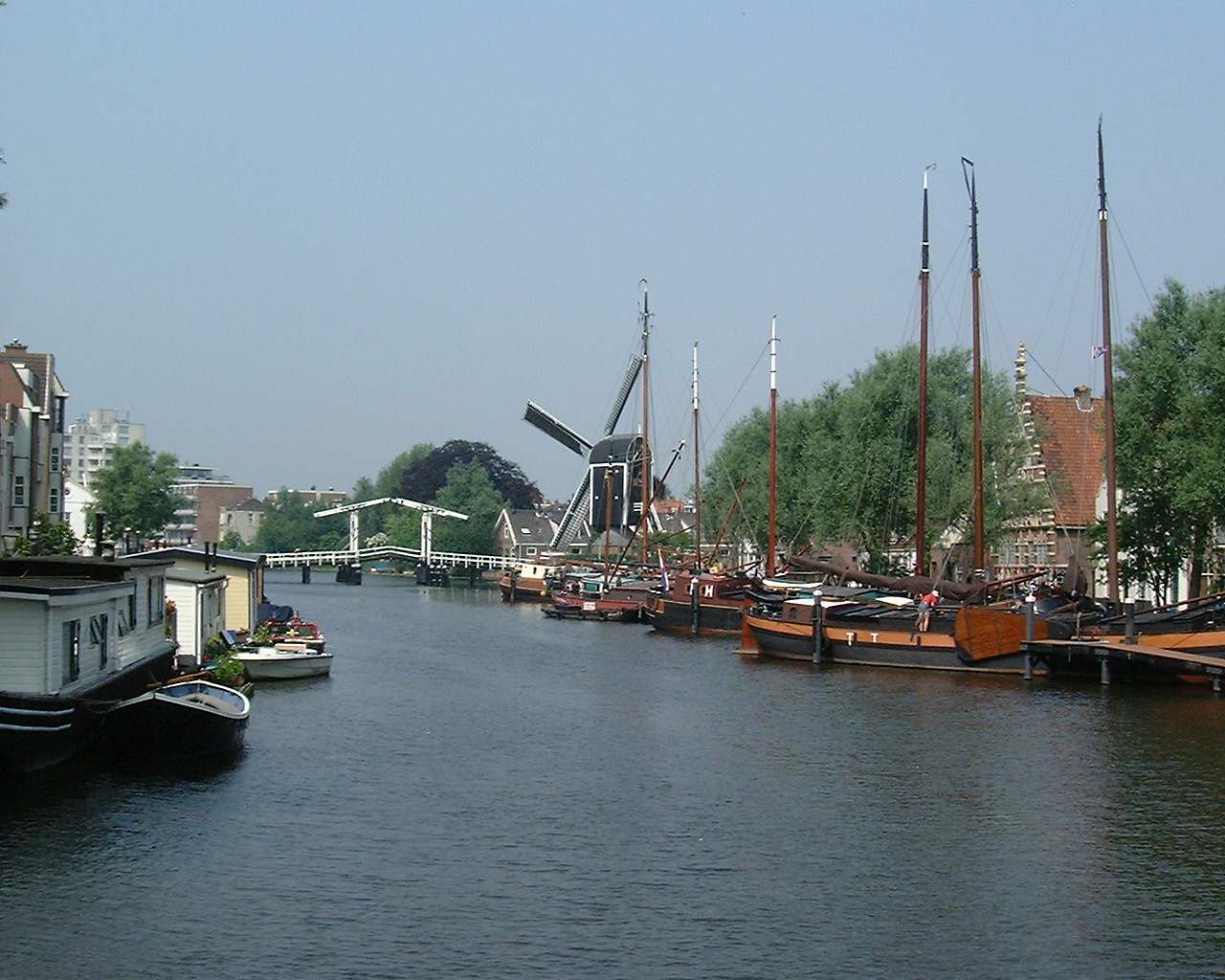
Le Vieux Rhin à Leyde.
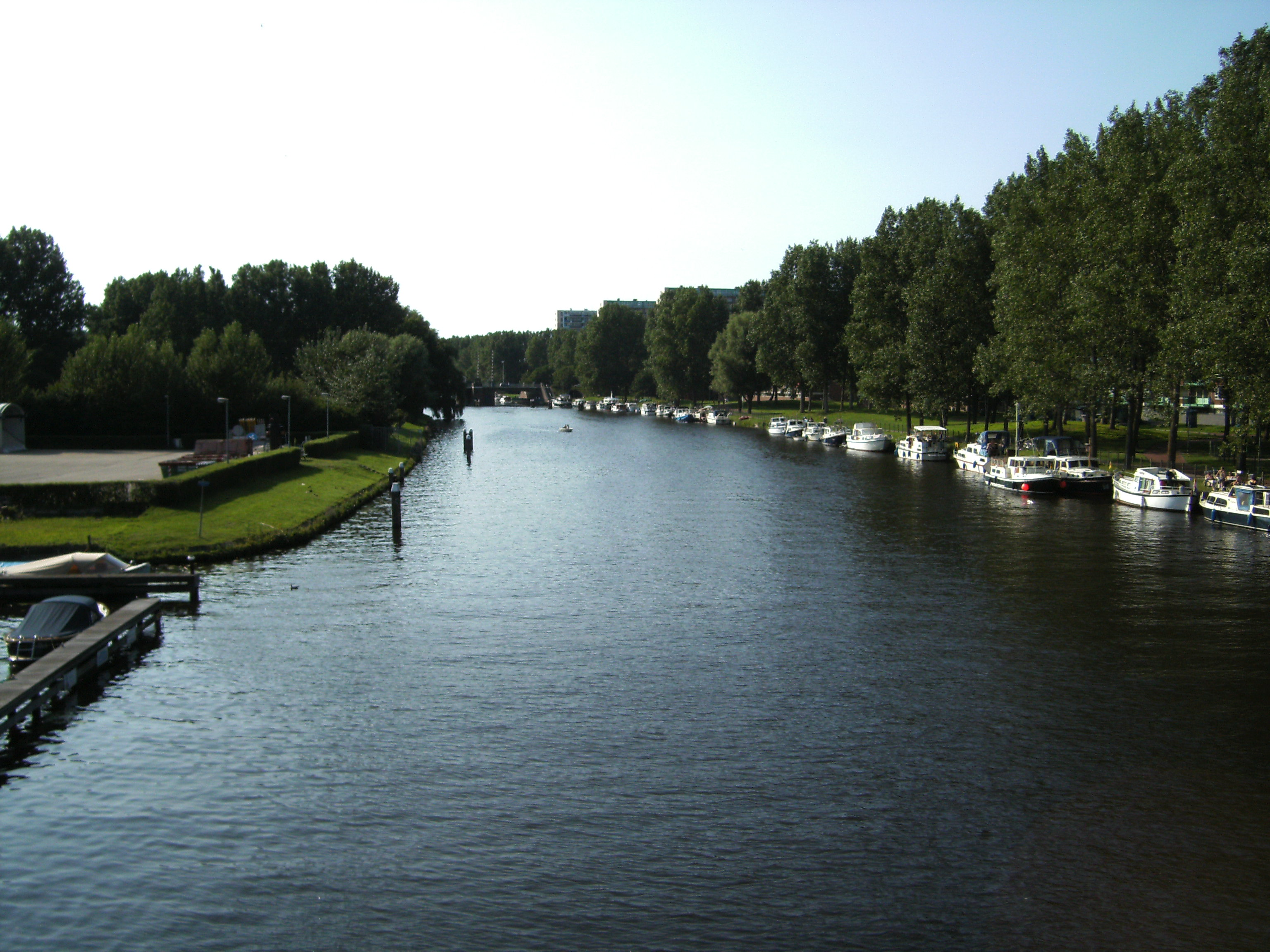
Le Vieux Rhin à Katwijk.
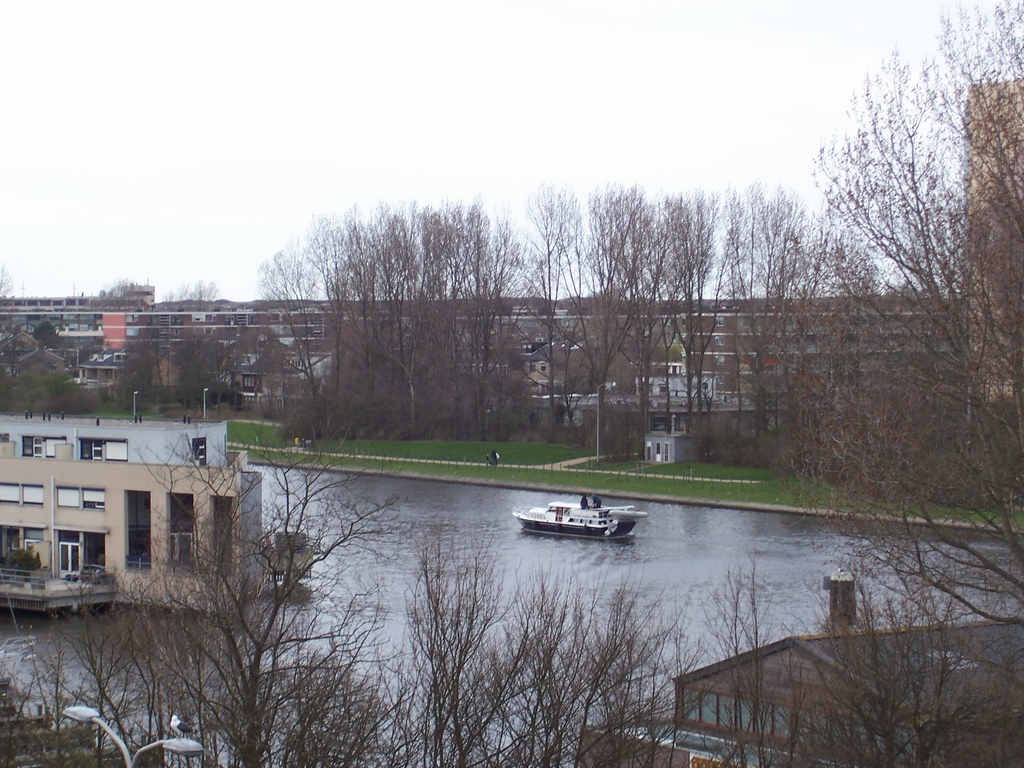
Le Vieux Rhin à Katwijk.
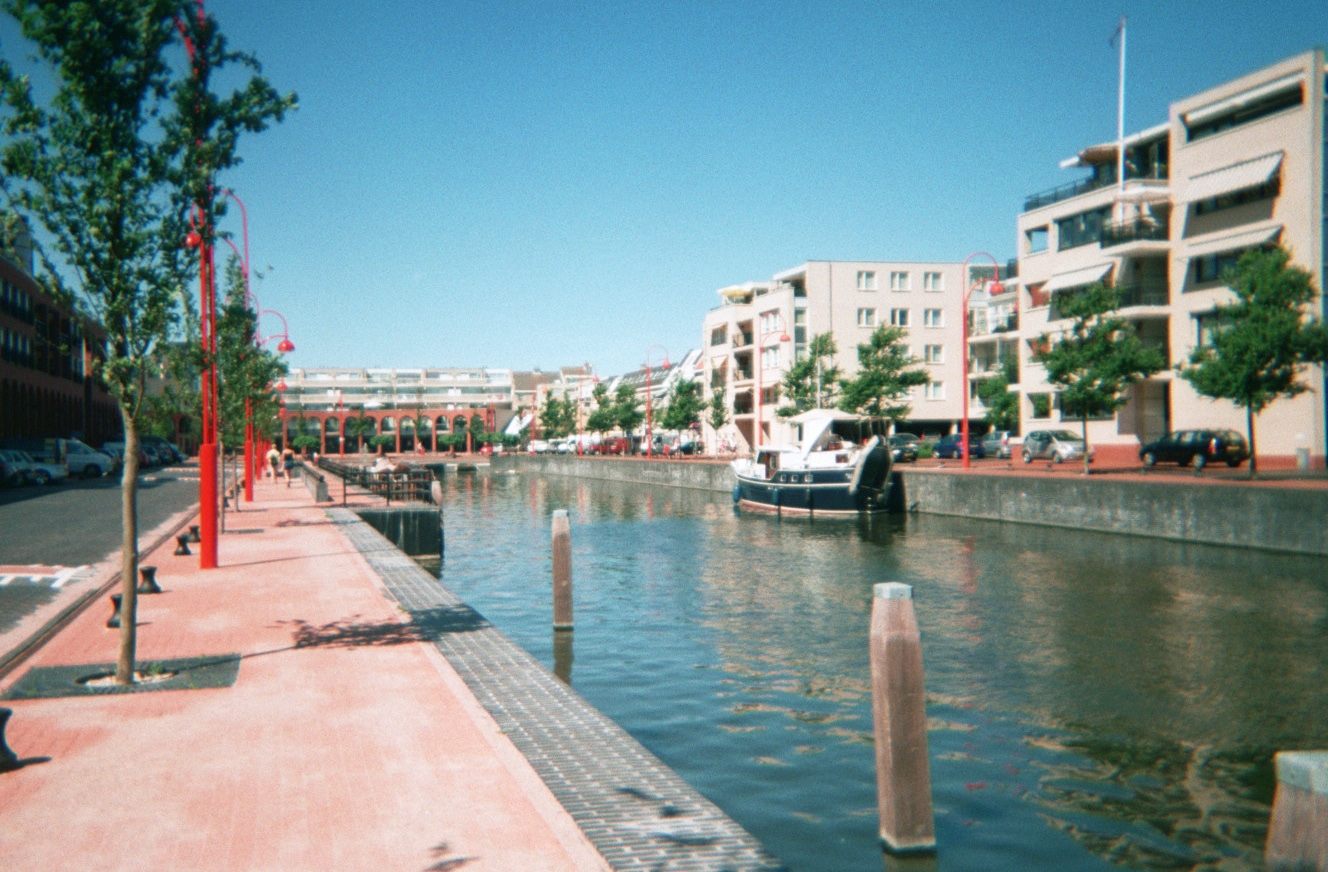
Le canal latéral « Prins Hendrickkanaal ».
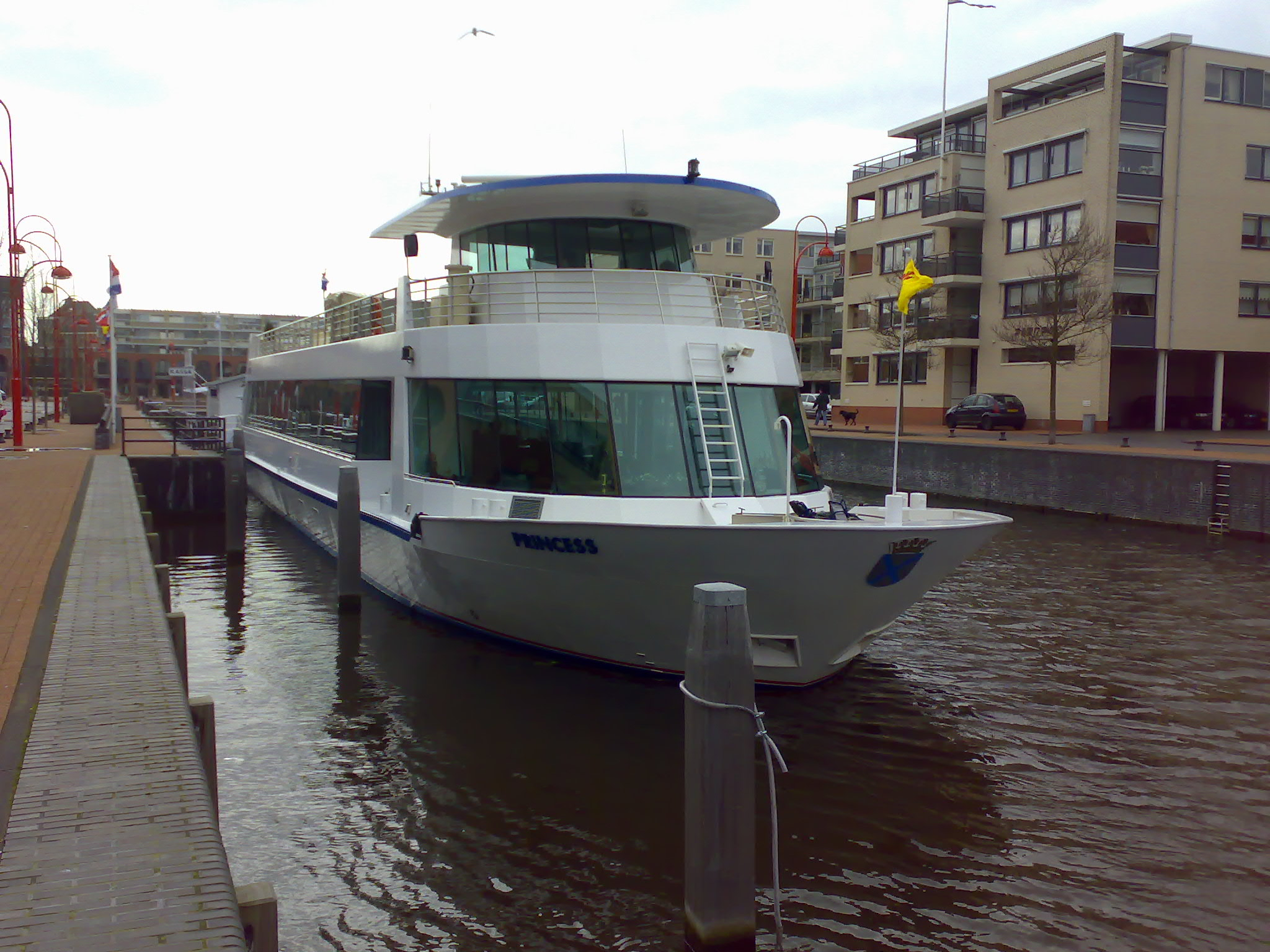
Un bateau de promenade touristique à quai sur le « Prins Hendrickkanaal ».

### Climat
Les données climatologiques de la localité sont déterminées à la station de Valkenburg, ancienne commune néerlandaise incorporée elle aussi à la municipalité de Katwijk en 2006.
Comme pour l'ensemble de la Hollande-Méridionale, Katwijk bénéficie d'un climat tempéré de type océanique avec des étés frais et des hivers doux. En saison estivale, les températures moyennes sont sensiblement supérieures à 20 °C, tandis que la température moyenne en hiver ne tombe que rarement au-dessous de 0 °C. En outre, la mer du Nord, baignant la zone côtière de la localité, modère sa température, empêchant ainsi la survenue de valeurs trop extrêmes. La proximité maritime donne à la localité un climat relativement humide. Les précipitations se révèlent abondantes à chaque saison, bien que le mois de février et la saison printanière, soient plus secs que l'automne,,.
| Mois                              | jan. | fév. | mars  | avril | mai  | juin  | jui.  | août  | sep.  | oct.  | nov. | déc. | année   |
| --------------------------------- | ---- | ---- | ----- | ----- | ---- | ----- | ----- | ----- | ----- | ----- | ---- | ---- | ------- |
| Température minimale moyenne (°C) | 1    | 0,7  | 2,7   | 4,5   | 8,1  | 11    | 13,3  | 13,3  | 10,9  | 7,8   | 4,5  | 1,7  | 6,6     |
| Température moyenne (°C)          | 3,6  | 3,6  | 6,1   | 8,7   | 12,5 | 15,1  | 17,4  | 17,5  | 14,8  | 11,3  | 7,4  | 4,3  | 10,2    |
| Température maximale moyenne (°C) | 5,9  | 6,3  | 9,3   | 12,8  | 16,7 | 19    | 21,3  | 21,5  | 18,4  | 14,5  | 9,9  | 6,6  | 13,5    |
| Ensoleillement (h)                | 65,5 | 89,6 | 133,7 | 190,5 | 229  | 216,1 | 227,4 | 207,1 | 146,5 | 110,3 | 61,1 | 49,2 | 1 726,1 |
| Précipitations (mm)               | 68,4 | 51,2 | 59,8  | 42,9  | 54,7 | 61,6  | 72,7  | 84    | 89,2  | 89,9  | 90,4 | 76,4 | 841,2   |

## Toponymie
Le toponyme Katwijk trouve probablement son origine dans le nom de la tribu germanique des Chattes (en latin Chatti). Le mot néerlandais wijk signifiant zone, le terme Katwijk peut littéralement se traduire par « la zone de Chatti ».
Dans la seconde moitié du XVIe siècle, la localité est attestée sous le nom de « Catwijk op Zee » sur un plan réalisé cartographe Abraham Ortélius, puis sous la forme de « Catwijk » ou de « Katwijk op Zee » dans des cartulaires émis par le cardinal Hendricks au début du XVIIIe siècle,. La localité est également mentionnée sous ces termes au sein d'un document rédigé par Jacob van Rhijn (de Jonge) daté du 21 avril 1737.

## Histoire

### Antiquité et Moyen Âge

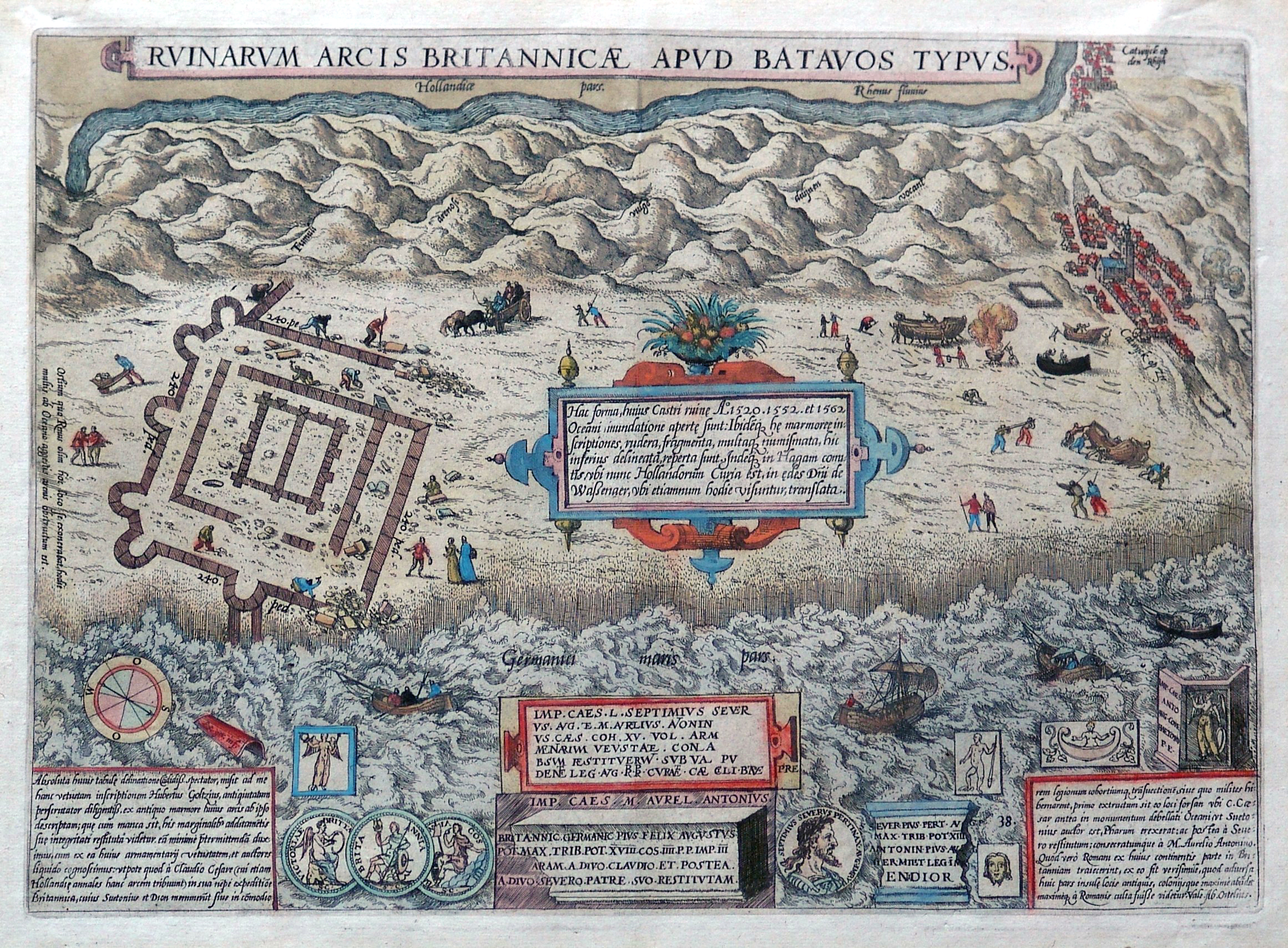
Plan de Brittenburg par Abraham Ortelius

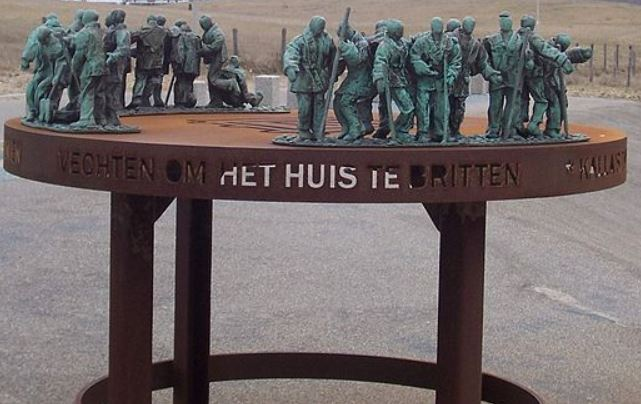
Le monument Brittenburg, de Nicolas Dings (2010).

Au cours de l'Antiquité, sous l'Empire, Katwijk, identifiée comme étant probablement le site de Lugdunum Batavorum, fait partie de la province romaine de Germanie inférieure.
Au Haut-Empire, un site fortifié, sous la forme d'un castellum, localement connu sous le nom de Brittenburg, est construit sur le territoire de Katwijk aan Zee. Cette structure à destination militaire est alors établie au niveau du limes édifié sous le règne de d'Antonin le Pieux pour délimiter l'Empire romain. Le territoire de Katwijk aan Zee fait alors partie intégrante de la province de Germanie inférieure,,,. Aux environs de 260-270 apr. J.-C., le castellum n'est plus entretenu et dès le IVe siècle, le site de Brittenburg est abandonné. Cet établissement romain est aujourd'hui rappelé par un monument du sculpteur Nicolas Dings.
Au cours du Haut Moyen Âge, du VIe  au  VIIIe siècle, le site de Brittenburg est à nouveau utilisé et d'imposants murs fortifiés sont aménagés. Le site dispose alors d'une enceinte de 72 m de côté. Une tour y est construite ensuite.
Grâce à des travaux ayant permis de déplacer les sédiments maritimes du Vieux-Rhin, au niveau de Katwijk aan Zee, la navigation des navires de marchandises est rendue praticable aux environs de l'an mil. En 1163, sous l'impulsion de Van der Linden, une digue est construite tout au long du Rhin, jusqu'à la baie de Katwijk, pour limiter les risques d'inondations.
La paroisse de Katwijk est mentionnée pour la première fois dans un document officiel de 1230. Il s'agit d'une charte ecclésiastique émise par l'abbé Van Miéris.
Durant le XIVe siècle, le village se développe et devient un port de pêche de taille modeste.
En 1388, les pêcheurs du village effectuent une requête auprès des autorités locales visant à ce que le marché aux poissons soit transféré de Katwijk aan den Rijn, situé à l'intérieur des terres, à Katwijk aan Zee, établi sur la côte. Le duc Albrecht accepte cette demande et les pêcheurs de Katwijk aan Zee obtiennent temporairement satisfaction. Cependant, le seigneur de Katwijk, Van Wassenaer, annule cette requête et, pendant 25 ans, ce marché aux poissons demeure sur le territoire de Katwijk aan den Rijn jusqu'en 1413, où la requête des pêcheurs de Katwijk aan Zee reçoit finalement une issue favorable.

### Époque moderne
Les vestiges de Brittenburg, émergent des eaux et sont mis en évidence en 1570. Ces ruines, accessibles en raison d'une importante marée basse, font ultérieurement l'objet de premières études et de publications — Abraham Ortelius dans la seconde moitié du XVIe siècle, puis Pieter Schryver et Hugo Grotius au début du XVIIe siècle —, puis d'investigations sous-marines au début des années 1960. Des études réalisées en 2003 permettent d'établir que les ruines des bâtiments de Brittenburg, en grande partie encastrées dans les couches sédimentaires sablonneuses et argileuses constituant la berge de Katwijk, dépassaient de plus de 0,50 m le niveau de la mer lors de leur découverte.
Au sein de la localité, la pratique de la médecine et de la chirurgie se développe à partir du milieu du XVIIe siècle.

### Au temps de l'École de La Haye et de la modernisation
Jusqu'à la fin du XIXe siècle, plusieurs médecins de renom exercent leur profession à Katwijk aan Zee ainsi que dans les localités avoisinantes. Une épidémie de choléra survient à Katwijk aan Zee en juin 1849. Au mois d'octobre de la même année, alors que le pic épidémiologique est atteint, Katwijk aan Zee compte 700 habitants touchés par la maladie dont 235 décèdent. Sur l'ensemble de Katwijk, les décès dus à l'épidémie font 47 victimes pour 1 000 habitants.

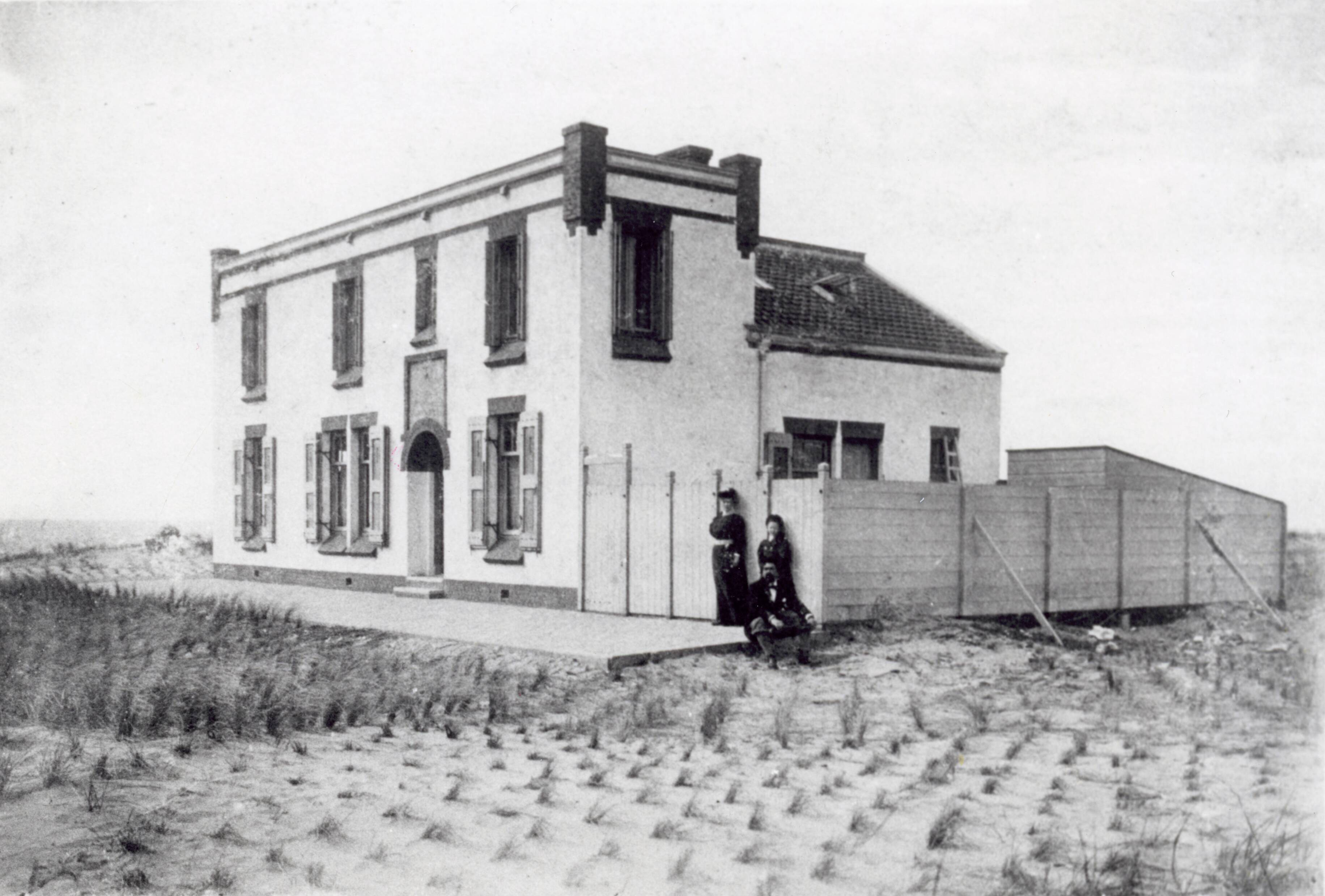
La maison du peintre Jan Toorop, en 1903 à Katwijk aan Zee.

À partir du début des années 1870, jusqu'au milieu des années 1910, de nombreux artistes-peintres appartenant au courant impressionniste de l'École de La Haye, tels que Bernard Blommers, Eugen Gustav Dücker, Thomas Bush Hardy, Jozef Israëls, Max Liebermann et Jan Toorop, viennent s'établir à Katwijk. Un certain nombre de leurs tableaux qui représentent les paysages côtiers de Katwijk aan Zee, sont conservés au musée de Katwijk,.
Le 5 janvier 1887, alors que le chantier de construction de la Nieuwe Kerk arrive à son terme, de nombreux habitants viennent célébrer le dernier office dans l'Andreaskerk — première église communale, également connue comme l'Oude kerk —.
Au début du XXe siècle, des établissements d'industrie chimique s'implantent sur la zone côtière de Katwijk.

Katwijk aan Zee dans la peinture
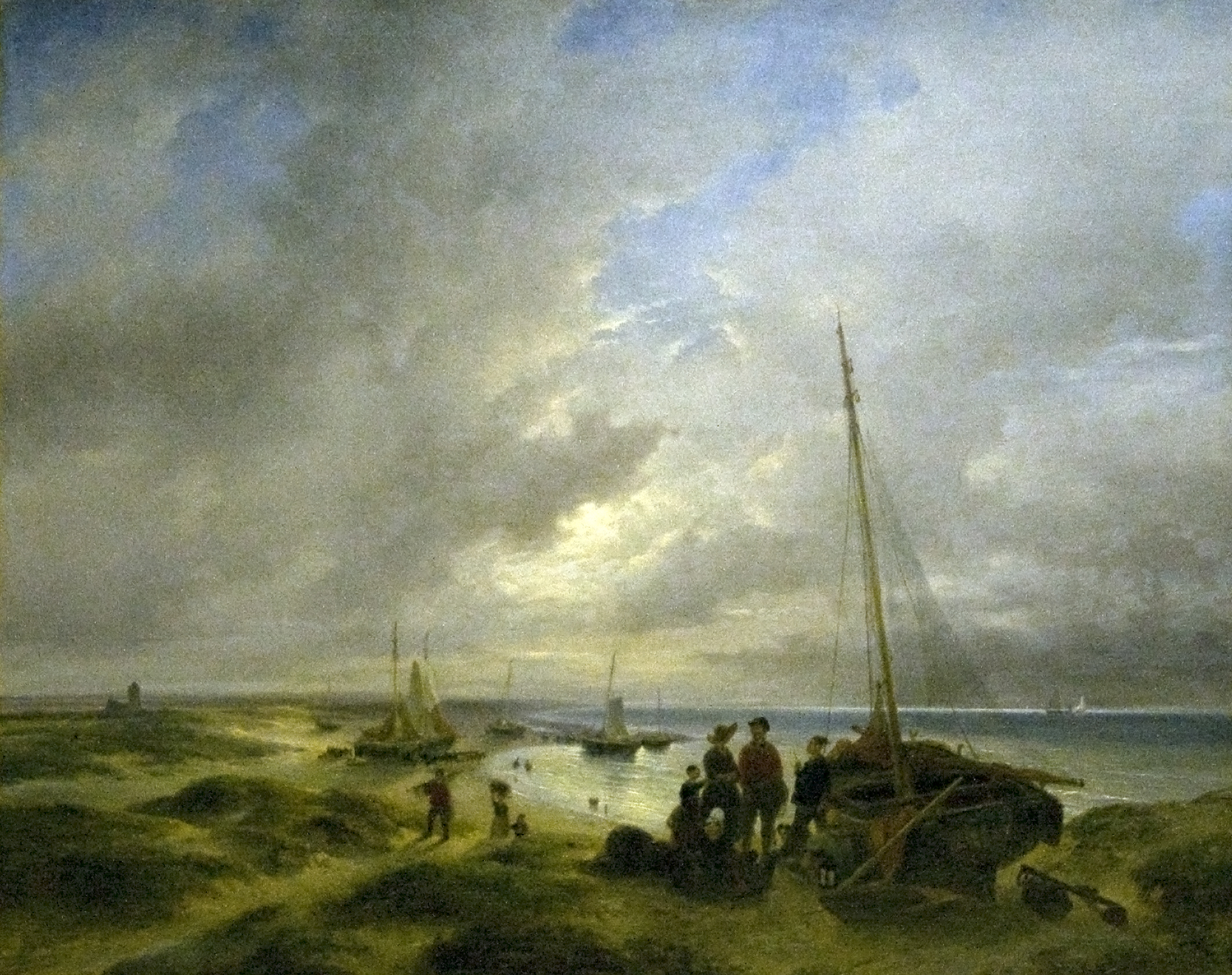
Huile d'Andreas Schelfout, 1833.
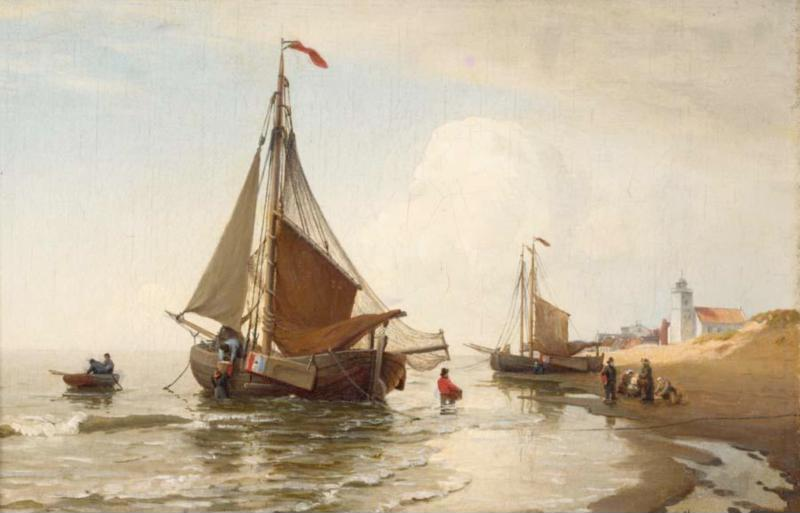
Huile de Julius Huth (XIXe siècle).
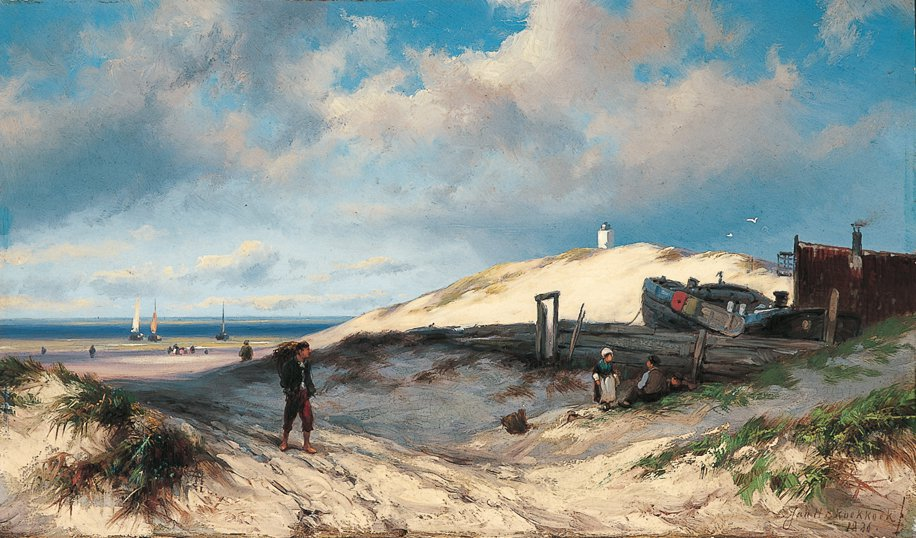
Huile de Johannes Koekkoek (vers 1890).
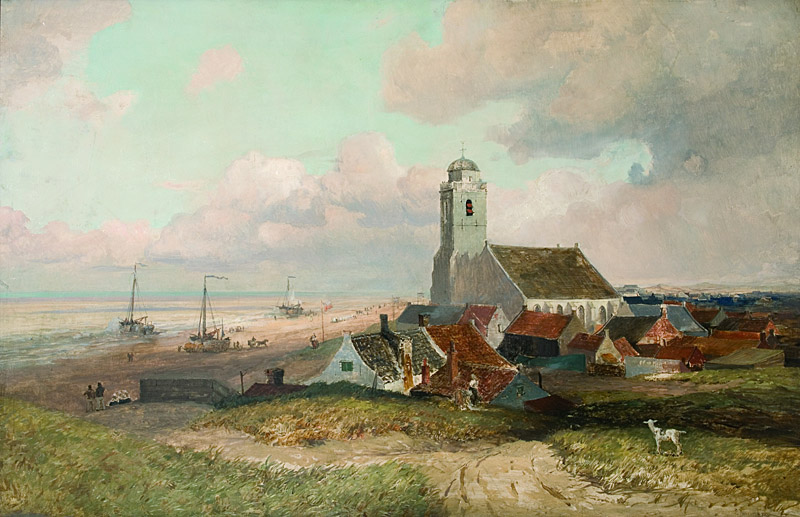
Huile du peintre Emil Neumann Gezicht op Katwijk (vanuit het zuiden), vers 1884.
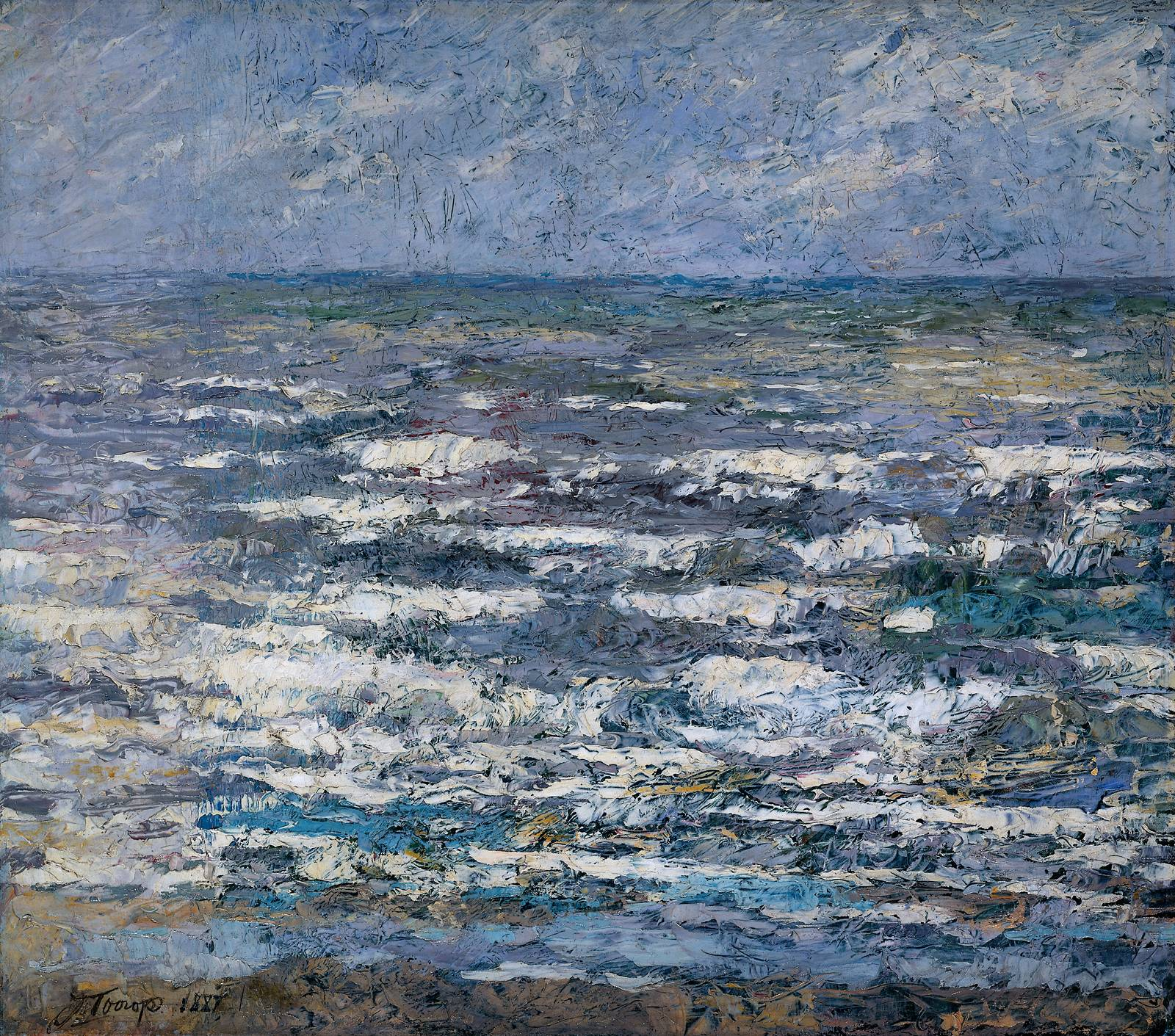
Huile de Jan Toorop (1887).
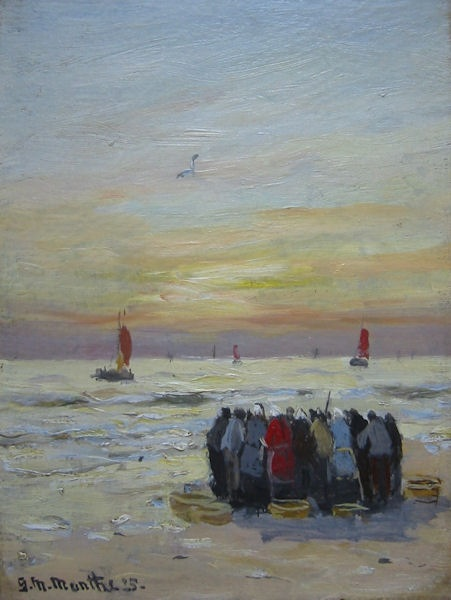
Huile de Motgenstjerne Munthe (1910).
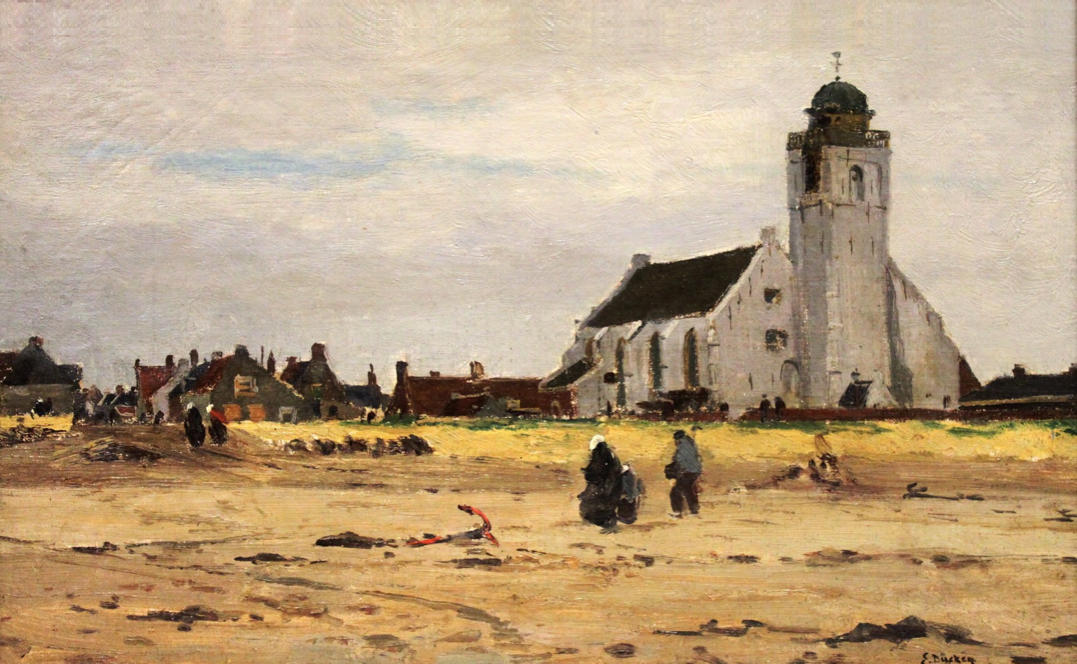
L'ancienne église de Katwijk aan Zee, par Eugen Dücker.
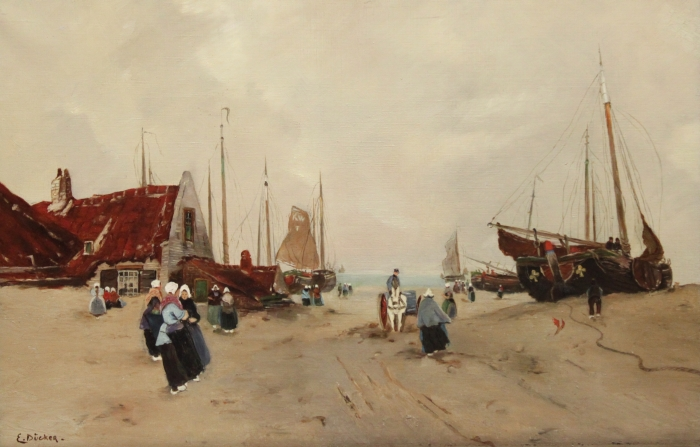
Pêcheurs de Katwijk, huile de Eugen Dücker.

### Seconde Guerre mondiale
Au cours de la Seconde Guerre mondiale, Katwijk est l'un des sites côtiers nord-européens ayant fait l'objet d'une fortification, dans le cadre du projet d'édification du mur de l'Atlantique par le Troisième Reich,,. La construction nécessite de nombreuses destructions de maisons, sur le bord de mer.

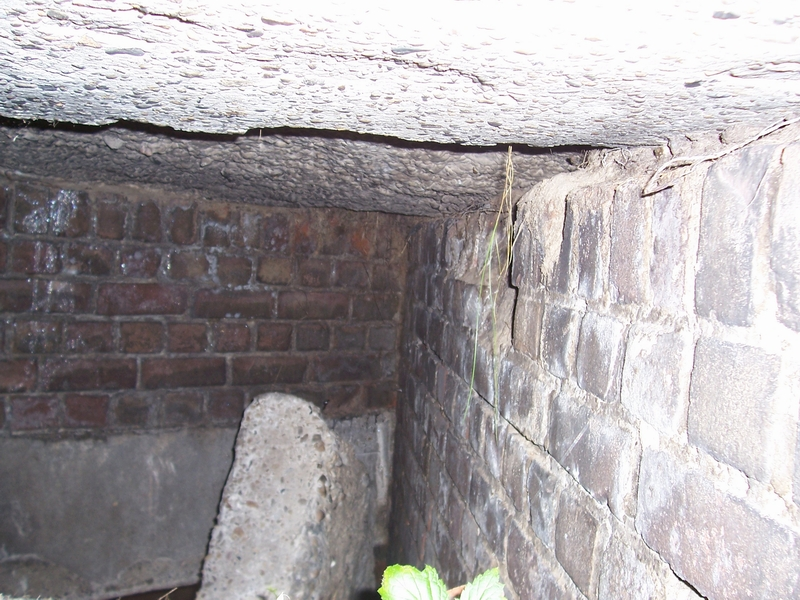
Intérieur d'un blockhaus à Katwijk aan Zee.

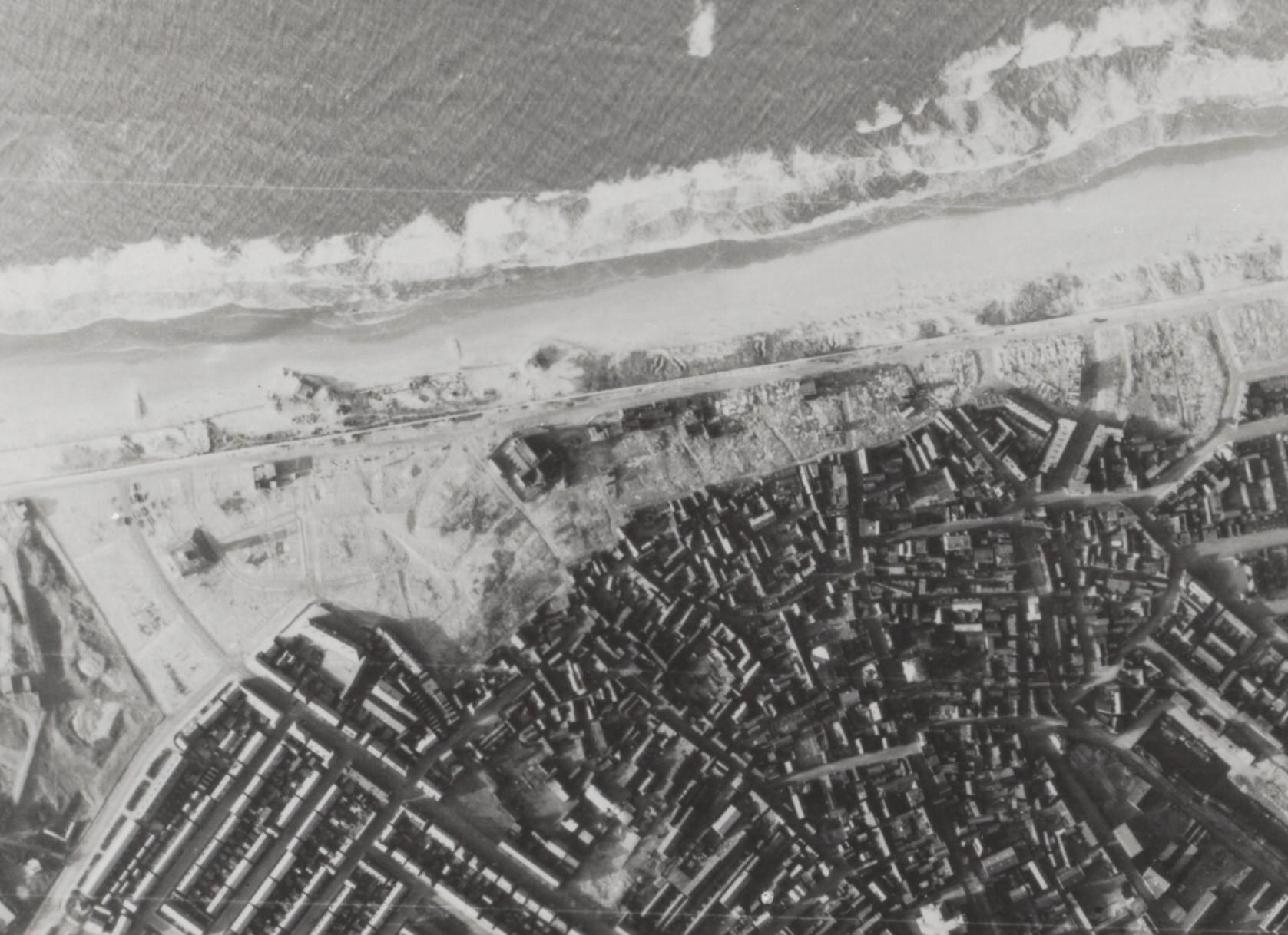
Photographie aérienne (1944).

En 1941, alors que les Pays-Bas sont sous tutelle administrative allemande et malgré le blocus engendré par la présence du mur de l'Atlantique, onze équipages partant de la plage de Katwijk parviennent à embarquer à bords de petits navires de pêche ou de bateaux de haute mer, pour rejoindre la résistance néerlandaise en Angleterre, distante d'environ 180 km, à l'instar d'autres équipages, embarqués à partir des plages de Schéveningue et d'Ijmuiden.
Durant cette période, à l'exception de l'église Andreas, l'ensemble de l'aire urbaine s'étendant sur le front de mer de Katwijk aan Zee est détruite,. Des blockhaus et des bunkers, vestiges de la Seconde Guerre mondiale, subsistent dans la zone côtière de Katwijk aan Zee,,.

### Après-guerre et entrée dans leXXIesiècle

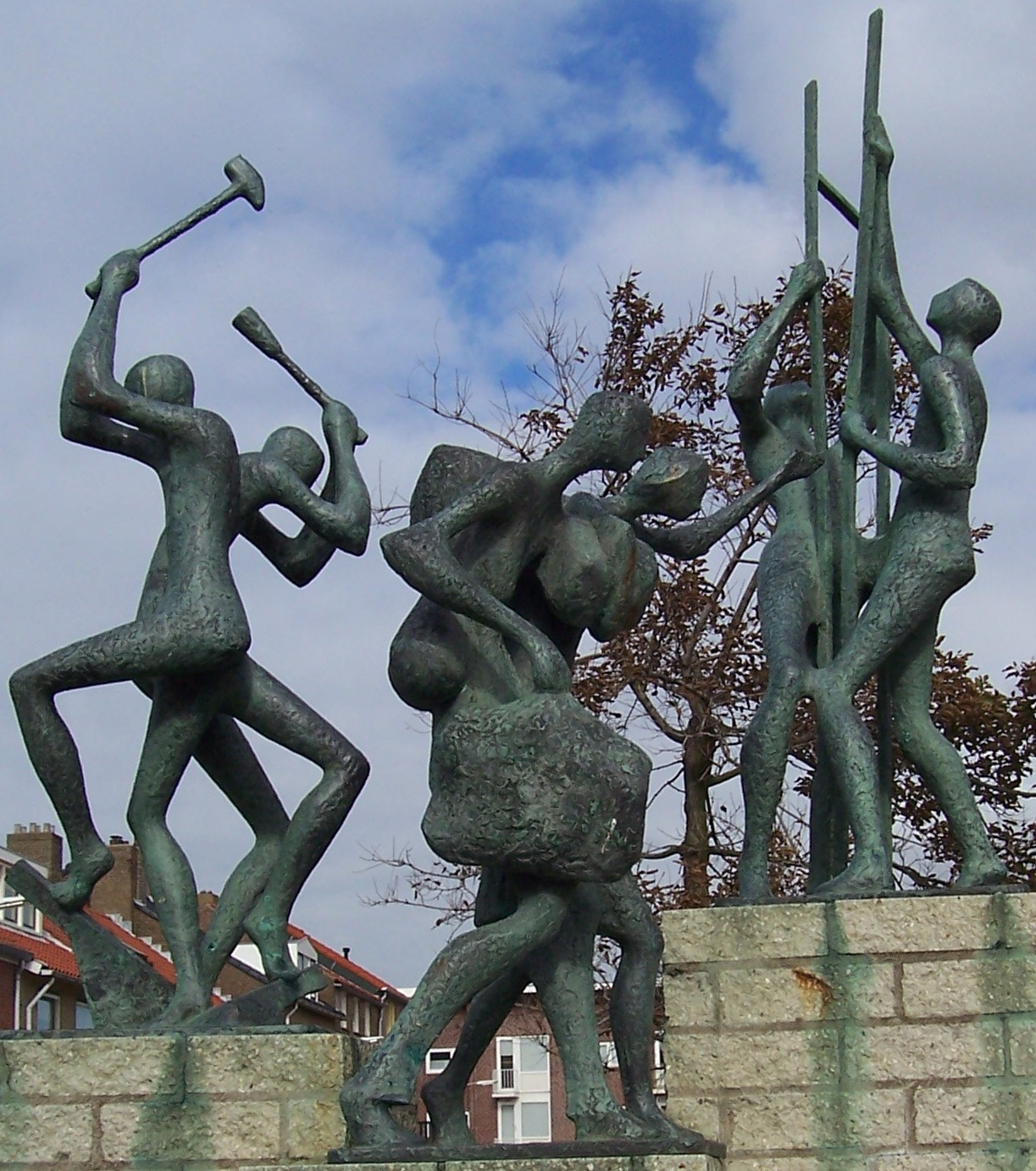
Afbraak, evacuatie en wederopbouw, Franck Nix (1990).

Les destructions de bâtiments occasionnées par la construction du mur de l'Atlantique, et les reconstructions qu'elles ont rendu nécessaires après-guerre, sont rappelées par un monument du sculpteur Frank Nix, en 1990, intitulé Afbraak, evacuatie en wederopbouw (Destruction, évacuation et reconstruction).
Les années 1950 sont marquées par un important plan de reconstruction du front de mer. Les nouveaux bâtiments sont édifiés dans un style résolument moderne. Nombre de ces lotissements, aménagés de balcons et de terrasses, ont pour vocation de servir de résidences secondaires.
Entre 1951 et 1954, une centrale hydroélectrique, dont le mécanisme est généré par trois turbines à moteur diesel alimenté, est implantée à Katwijk aan Zee, sur une rive du Vieux Rhin.
Depuis la fin des années 1980, Katwijk aan Zee, forme, avec les anciens villages de Katwijk aan den Rijn et Katwijk-Noord, la commune de Katwijk. Les localités de Valkenburg et Rijnsburg sont incorporées à la commune le 1er janvier 2010.

## Économie

### Activités de pêche
Historiquement, Katwijk aan Zee est un port de pêche. Son drapeau, constitué d'une croix de saint André bleue sur fond argenté, en forme de X, est une référence à l'apôtre André, patron des pêcheurs. L'Oude Kerk porte également le nom d'Andreas Kerk. À la fin des années 1960, avec un total de plus de 180 bateaux de pêche, la flotte de pêche de Katwijk aan Zee constitue l'un des plus importants ensembles de navires des Pays-Bas. La pêche concerne traditionnellement le hareng. En 1480, un marché au poisson se tient à côté de l'Oude Kerk.
Un type de bateau, le bomschuit, est en usage dans plusieurs communes du bord de mer, notamment à Katwijk aan Zee,.

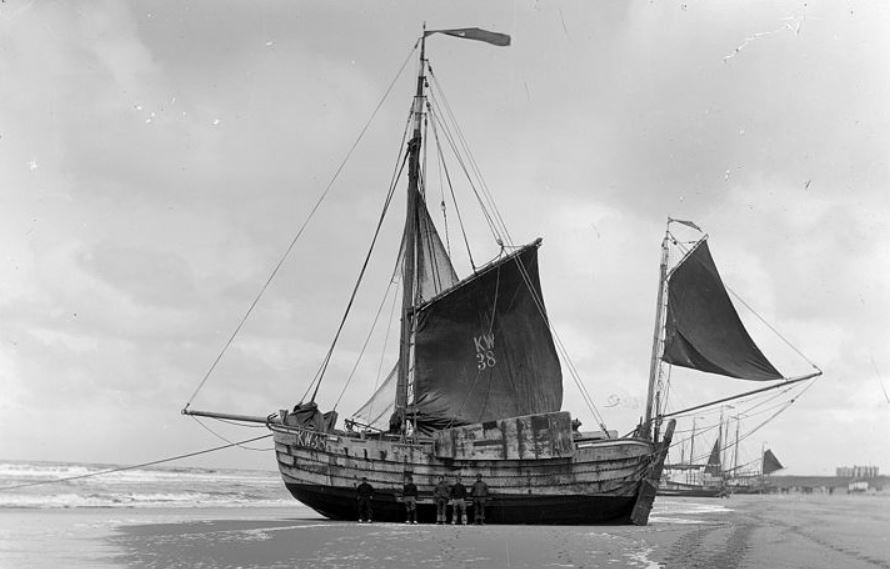
Un bomschuit, bateau de pêche typique de Katwijk aan Zee, vers 1900.

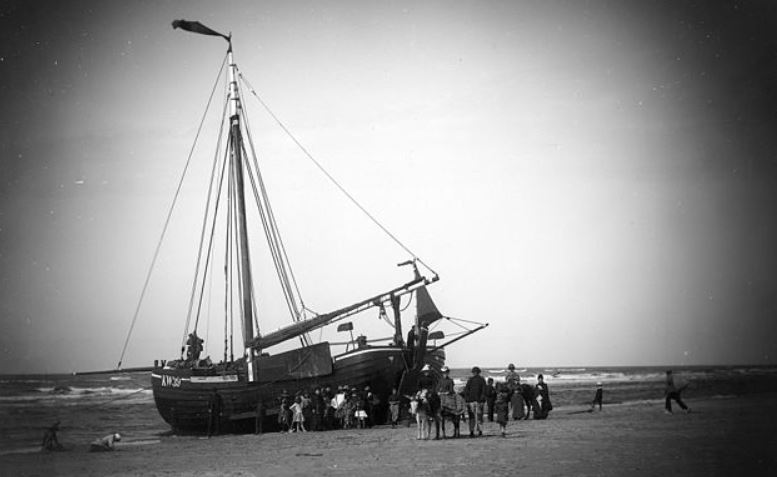
Un bomschuit, vers 1900.

Le bomschuit est un bateau à voile, pourvu de deux mâts. C'est un navire lent. Sa vitesse maximum est de 4 nœuds. L'absence de quille lui donne une allure instable sur l'eau. Ce bateau est utilisé pour la pêche au hareng qui se tient au printemps dans des régions nordiques. Certains témoignages indiquent que ces bateaux pouvaient aller en Écosse, à proximité des îles Shetland. Le bomschuit accoste directement sur la plage, où il est hâlé sur le sable par des cordes, tirées par des hommes et parfois des chevaux. Il faut lui faire opérer un mouvement à 180°, lorsqu'il repart en mer, ce qui ne manque pas de fragiliser les embarcations dont la durée de vie est assez brève. Un autre élément de fragilité est la survenue de tempêtes en mer du Nord. Une tempête peut briser le navire en quelques heures. Ainsi, en 1894, une tempête détruit environ 25 bomschuiten de la flotte de Schéveningue et endommage 150 autres embarcations. La longueur d'un bomschuit est le double de sa largeur, ce qui lui donne une forme rectangulaire, arrondie aux coins. En 1857, lorsque le monopole de pêche qui réserve la pêche aux bateaux à fonds plats (tels que le bomschuit) et en exclut les bateaux à quille ainsi que les bateaux étrangers, est révoqué, la pêche devient alors une activité moins rentable. Malgré cet acte, les pêcheurs locaux attrapent, éviscèrent, salent et vendent clandestinement les harengs en dehors de Katwijk.
Lorsque les autorités décident de construire un port pour abriter les embarcations, un autre type d'embarcation commence à remplacer les bomschuiten : le logger-bom, dont le rapport entre la longueur et la largeur est de trois pour un. L'un des derniers bomschuiten connus est De Jonge Leendert, construit par l'atelier Willem Taat, constructeur de bateaux à Katwijk, en 1891. Il mesurait 14 m de long, pouvait transporter 280 barils de hareng saur. En 1905, une quille est ajoutée au Jonge Leendert, qui ne peut plus accoster sur la plage et rejoint le port d'une ville voisine, Ijmuiden. Cette disparition des bateaux à fond plat favorise la navigation de cette ville, qui bénéficie d'un canal rejoignant la mer et devient alors le principal port de pêche de la côte néerlandaise. Les dernières embarcations, directement posées sur le sable, disparaissent vers 1912.

### Ateliers navals
Au XIXe siècle, les bomschuiten sont construits à Katwijk. Quatre ateliers navals assurent la production. Le fabricant le plus connu est l'entreprise Willem Taat, qui avait deux ateliers de fabrication. Un type d'embarcation, plus restreint en taille, le bom, existe également (cependant ce terme désigne parfois aussi bien le bomschuit que le bom). La coque est en chêne, faite de trois planches de 12 cm d'épaisseur fixées ensemble et fortifiées par des traverses de bois espacées de 20 cm, fixées par des clous de 1,5 cm. Le bateau est couvert par des panneaux de bois, en orme pour les parties immergées de la coque, et par du chêne de bonne qualité pour les parties émergées. Le temps de construction est d'environ huit à dix semaines, mobilisant dix-huit ouvriers, pour un coût qui vers 1900, avoisine les 11 000 florins.

### Station balnéaire et navigation de plaisance
À l'origine un traditionnel village de pêcheur, Katwijk aan Zee a récemment évolué en station balnéaire.
Le tourisme est une activité saisonnière. Un port de plaisance abrite des yachts. En 2011, la station balnéaire de Katwijk est récompensée d'une médaille de bronze par le comité « QualityCoast ». La localité dispose de plusieurs établissements en lien avec des activités touristiques dont 3 campings, un restaurant de plage et des locations saisonnières.

Activités économiques de Katwijk aan Zee
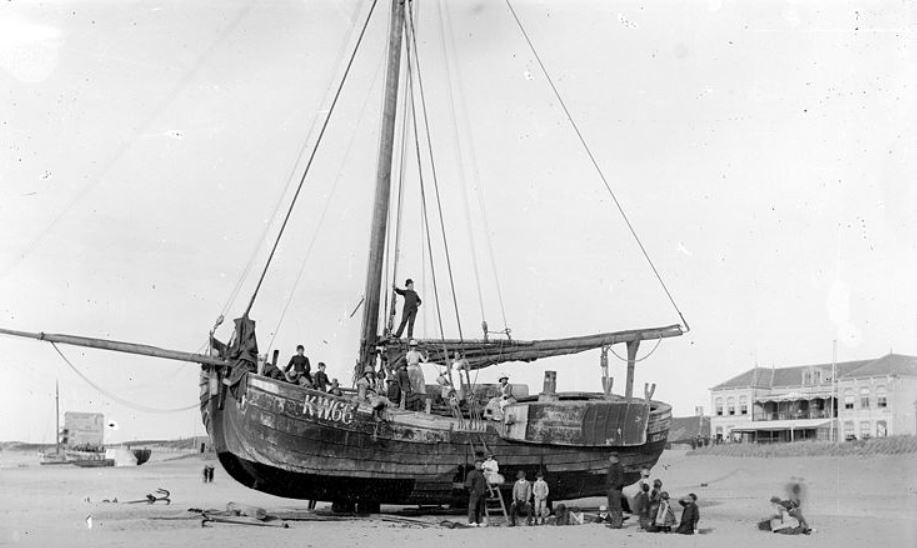
Bomschuit, sur la plage de Katwijk aan Zee, vers 1900.
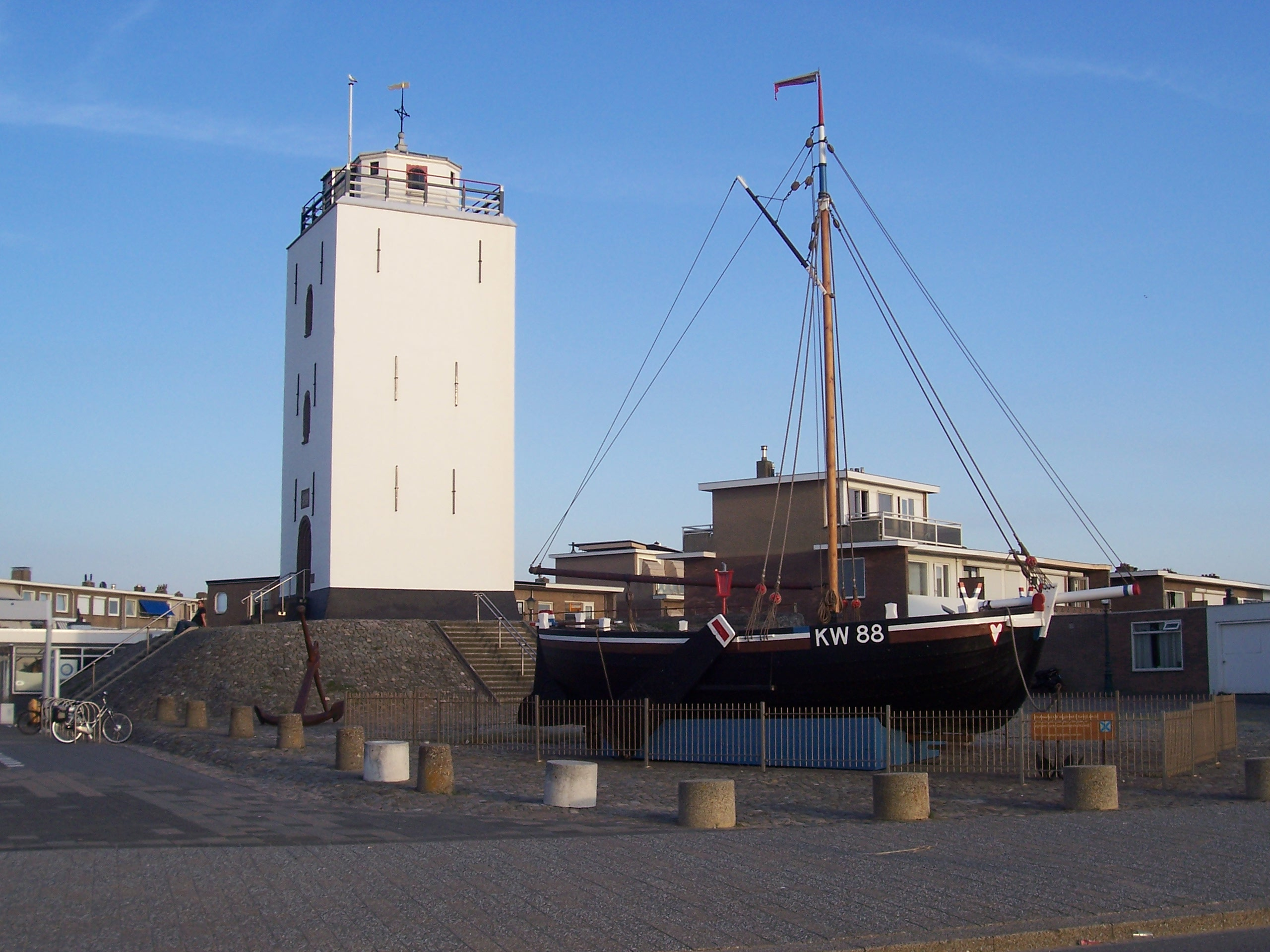
Phare non fonctionnel et le seul bomschuit restant, à Katwijk
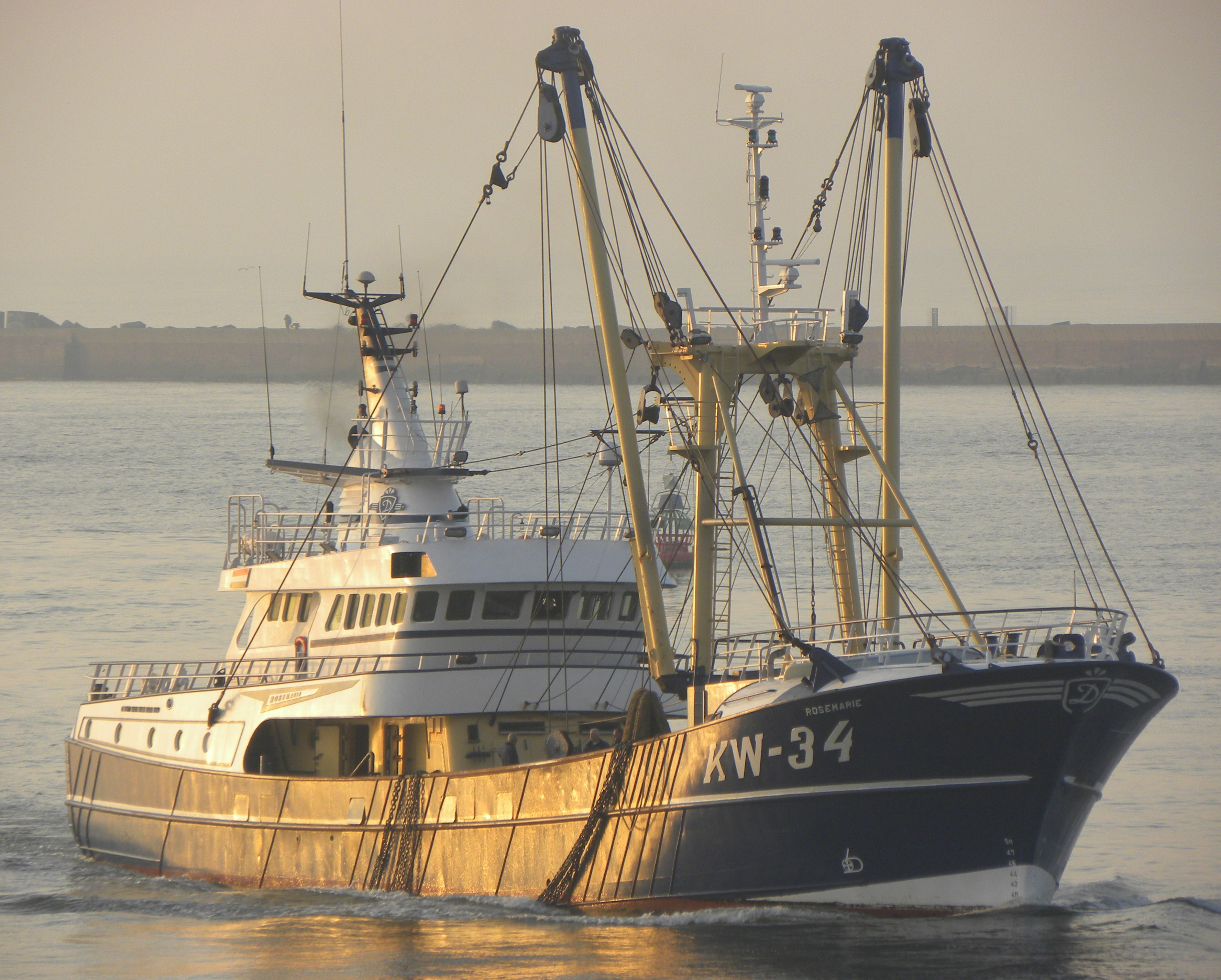
Navire de pêche de Katwijk aan Zee.
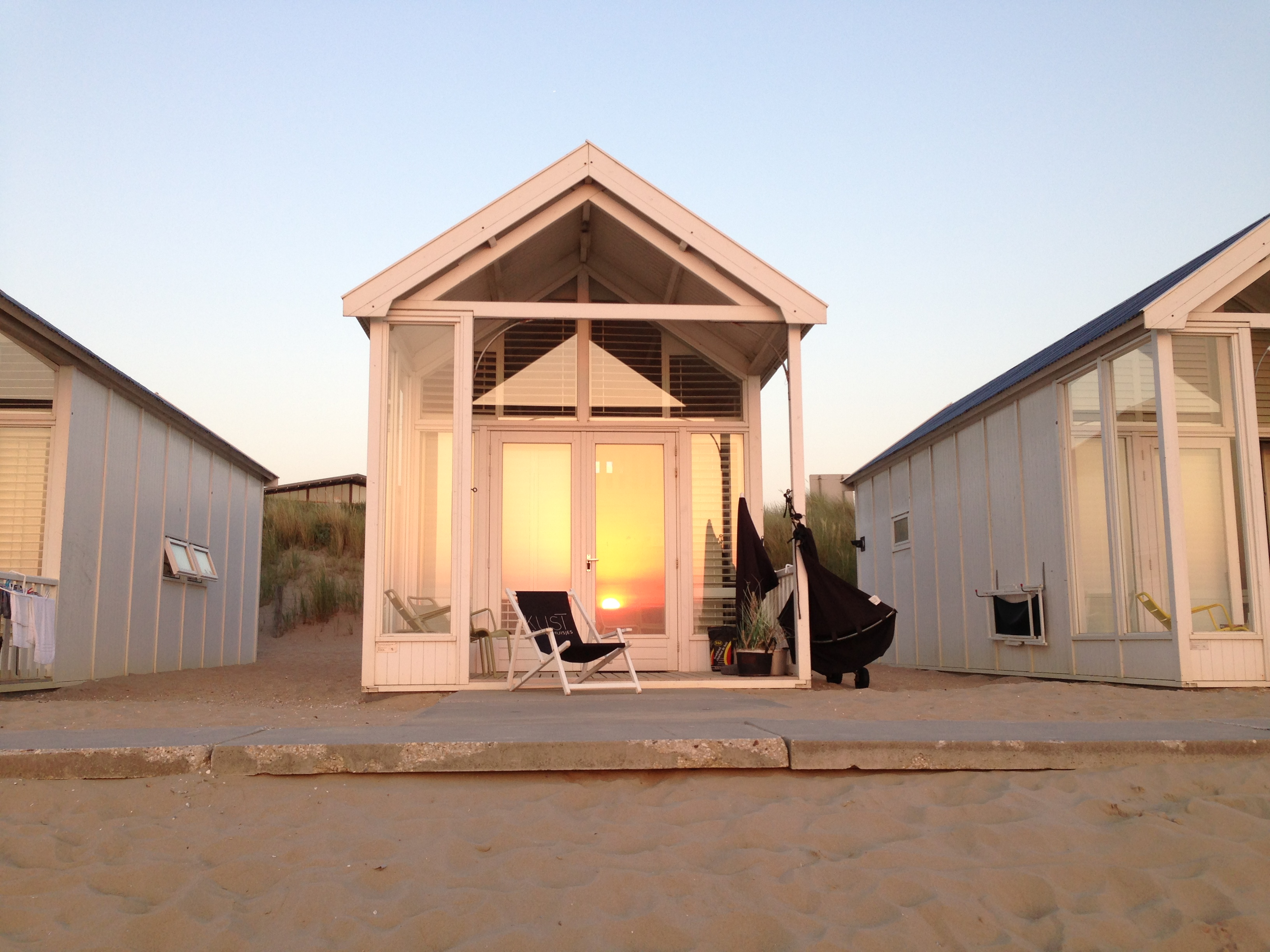
Cabane de plage à Kawijk.
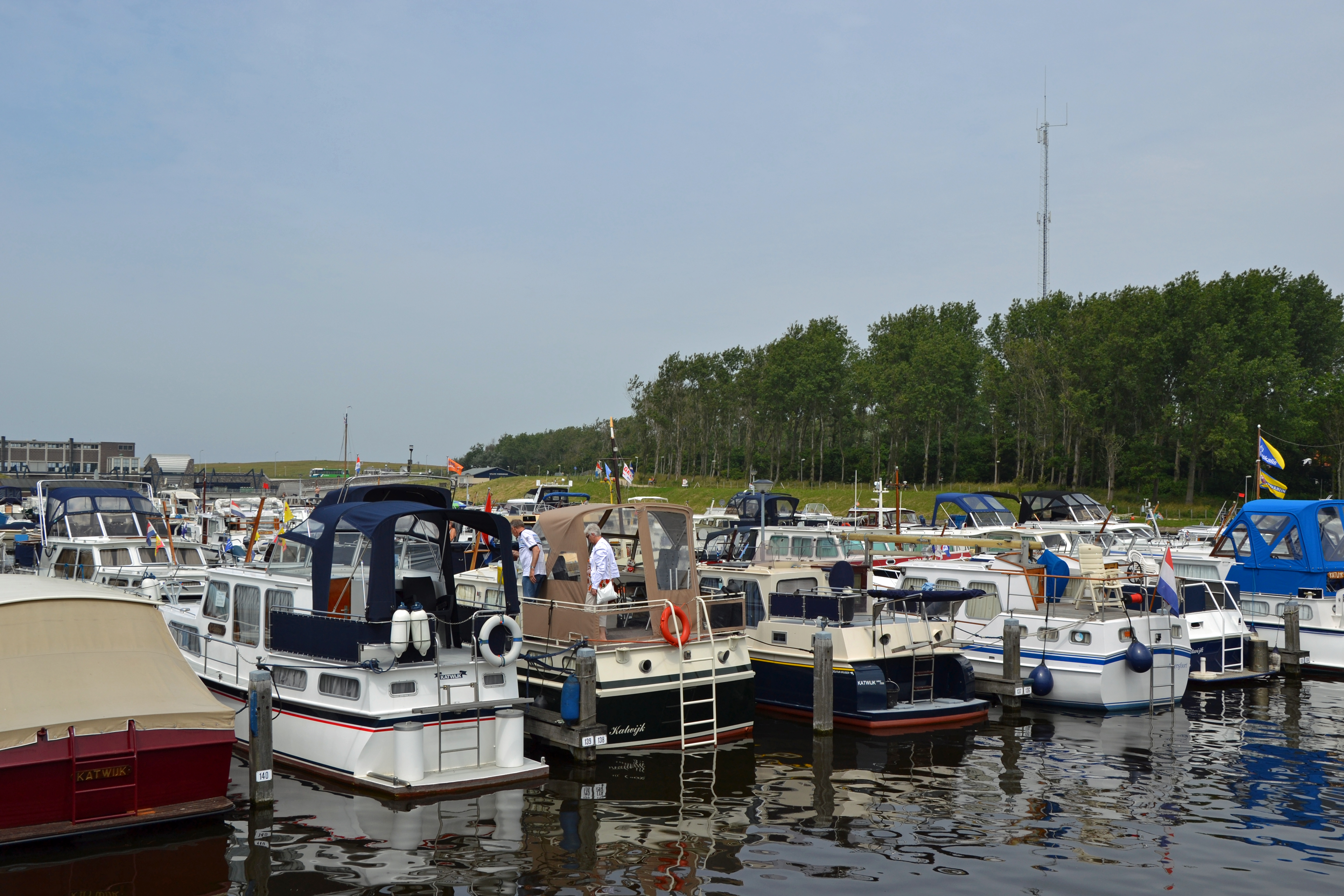
Port de plaisance.

## Voies de communication et transports

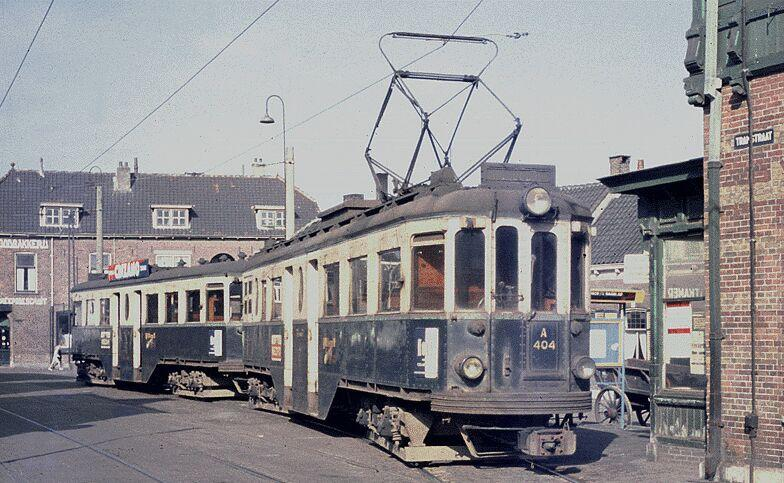
Le Boedapester, un tramway circulant sur la Blauwe Tram, ici à Katwijk aan Zee.

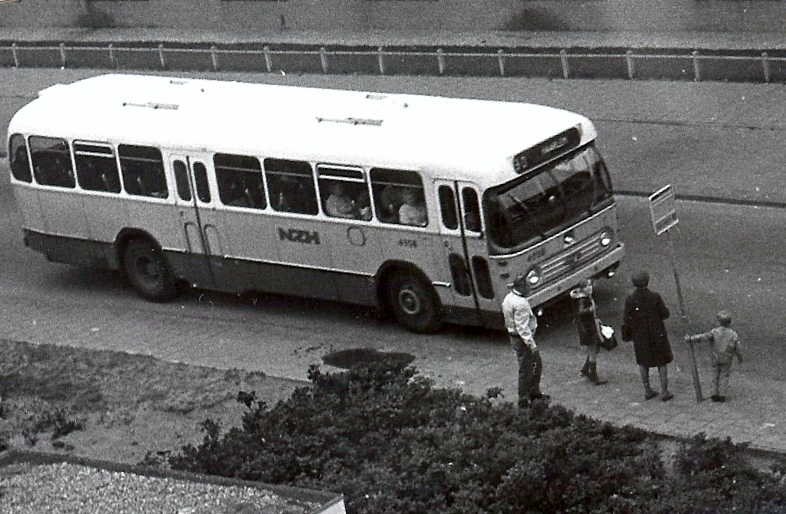
Un bus de la ligne 90, dans les années 1970. (28-5-1972, Fagelstraat)

Une ligne de tramway a fonctionné entre 1881 et 1961, assurant une liaison entre Katwijk aan Zee et la commune de Leyde. Cette voie, dénommée la « Blauwe tram », qui a été construite puis exploitée par l'entreprise néerlandaise « Crans & Co. », est inaugurée le 21 novembre 1881 ; son parcours est alors d'une longueur totale de 8 km. Elle a fait l'objet d'une importante extension dans les années 1930 et 1940, permettant d'établir une connexion avec les communes du sud de la province hollandaise. La ligne de tramway est désaffectée en 1961.
Le territoire communal est desservi par les lignes d'autobus no 430, 431, 37 et 90, exploitées par la société de transports collectifs Arriva / R-NET. Ses itinéraires permettent aux habitants de la localité de rejoindre la gare centrale de Leyde,. La ligne no 90 permet de rallier la gare centrale de La Haye, via la localité de Noordwijk. Les usagers peuvent également rejoindre la gare centrale de La Haye, en empruntant la ligne no 385, qui passe par Noordwijk.
Enfin, une sortie aménagée sur la route N 206 permet d'accéder directement au centre-bourg. Cette route nationale est elle-même raccordée à l'autoroute A4.

## Urbanisme

### Quartiers et lieux-dits

#### Le centre

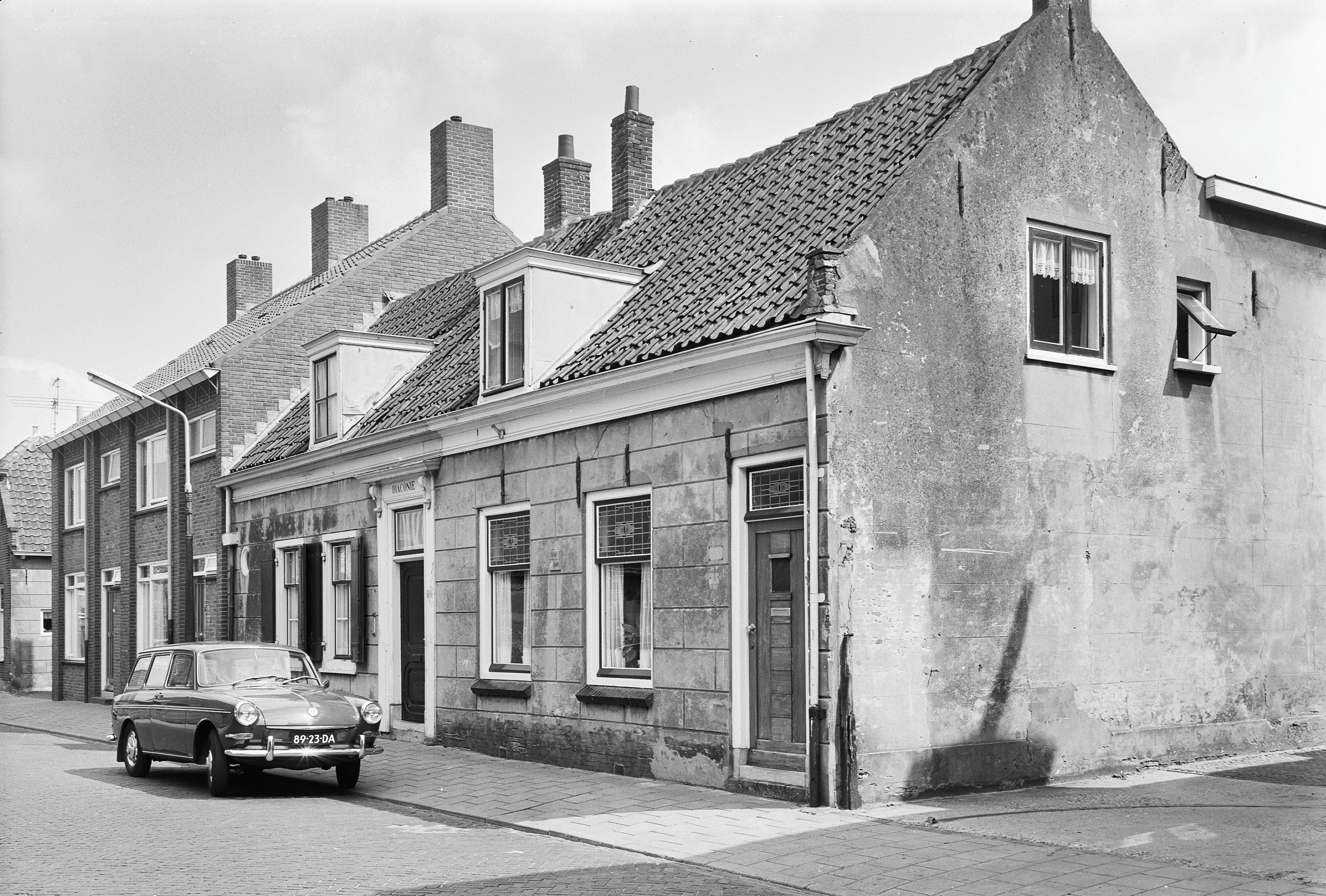
Lotissements, Zuidstraat, dans le centre-bourg.

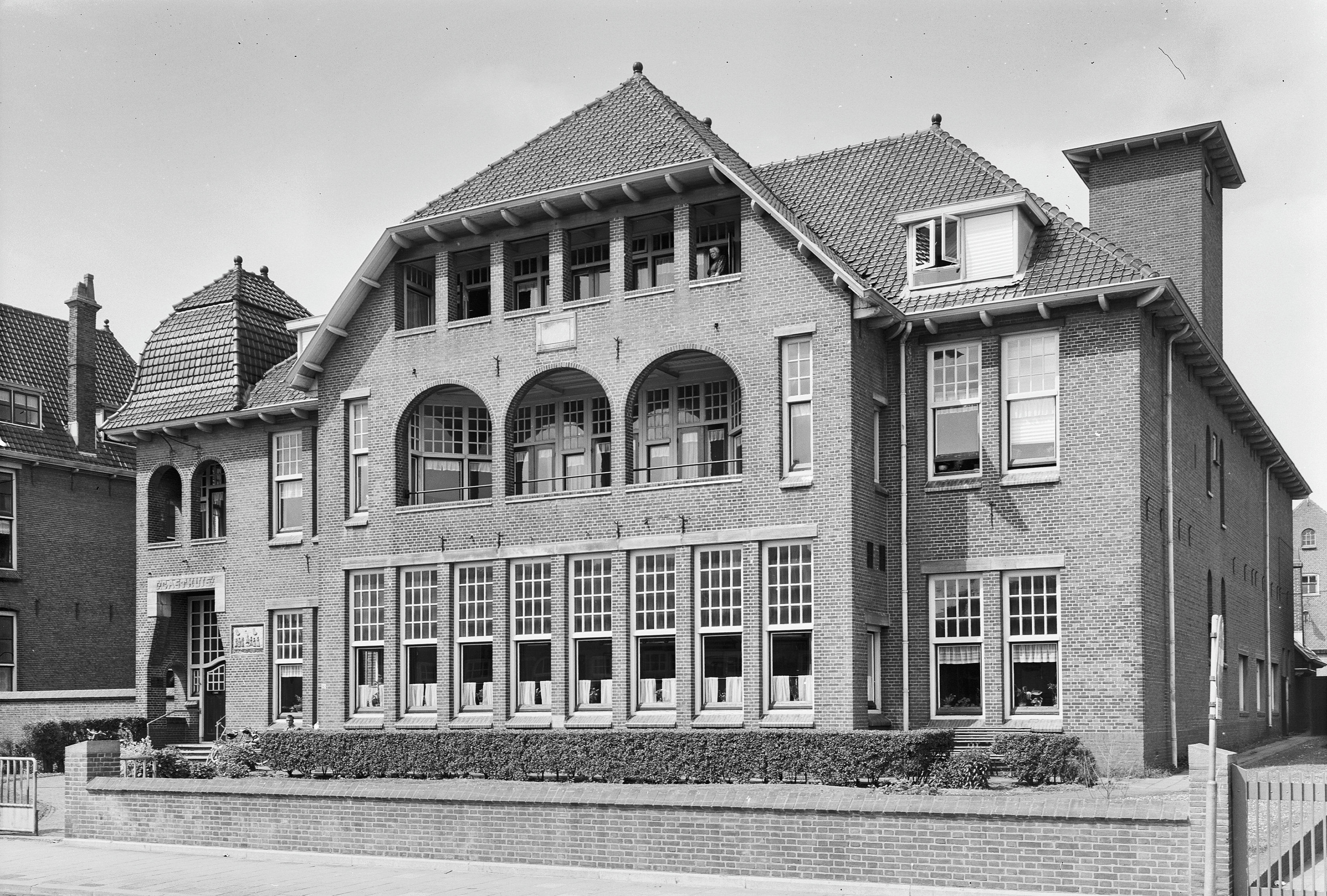
Un hôtel, rue Voordestraat, dans le Centrum.

Le quartier Centre (Centrum), recouvrant une surface totale de 96 000 m2, est longé par le littoral de la mer du Nord. Ce quartier est doté de plusieurs établissements publics dont une bibliothèque centrale et un centre éducatif et culturel (Educatief Cultureel Centrum Cultuurhuis aan Zee), mais également d'espaces verts et d'aires récréatives. Un parc de petites et moyennes entreprises, d'une superficie de 23 500 m2, est implanté dans le centre de la localité. Le centre-bourg de Katwijk a également une vocation touristique, et 14 hôtels et pensions y sont répertoriés. En 2007, ce quartier fait l'objet d'un important réaménagement urbanistique de sa voirie et de ses complexes résidentiels.

#### Nieuw Zuid

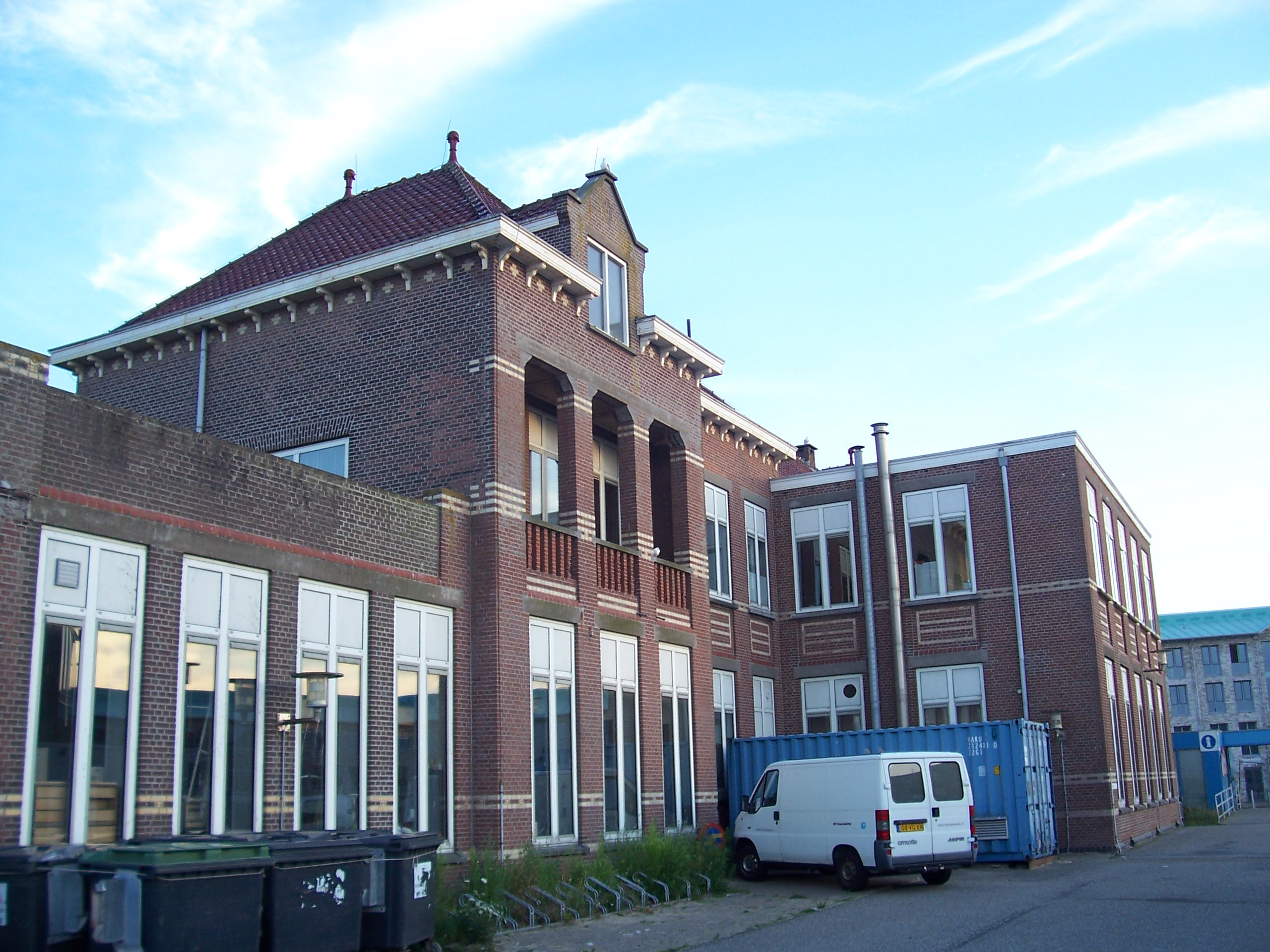
Le Zeehospitium.

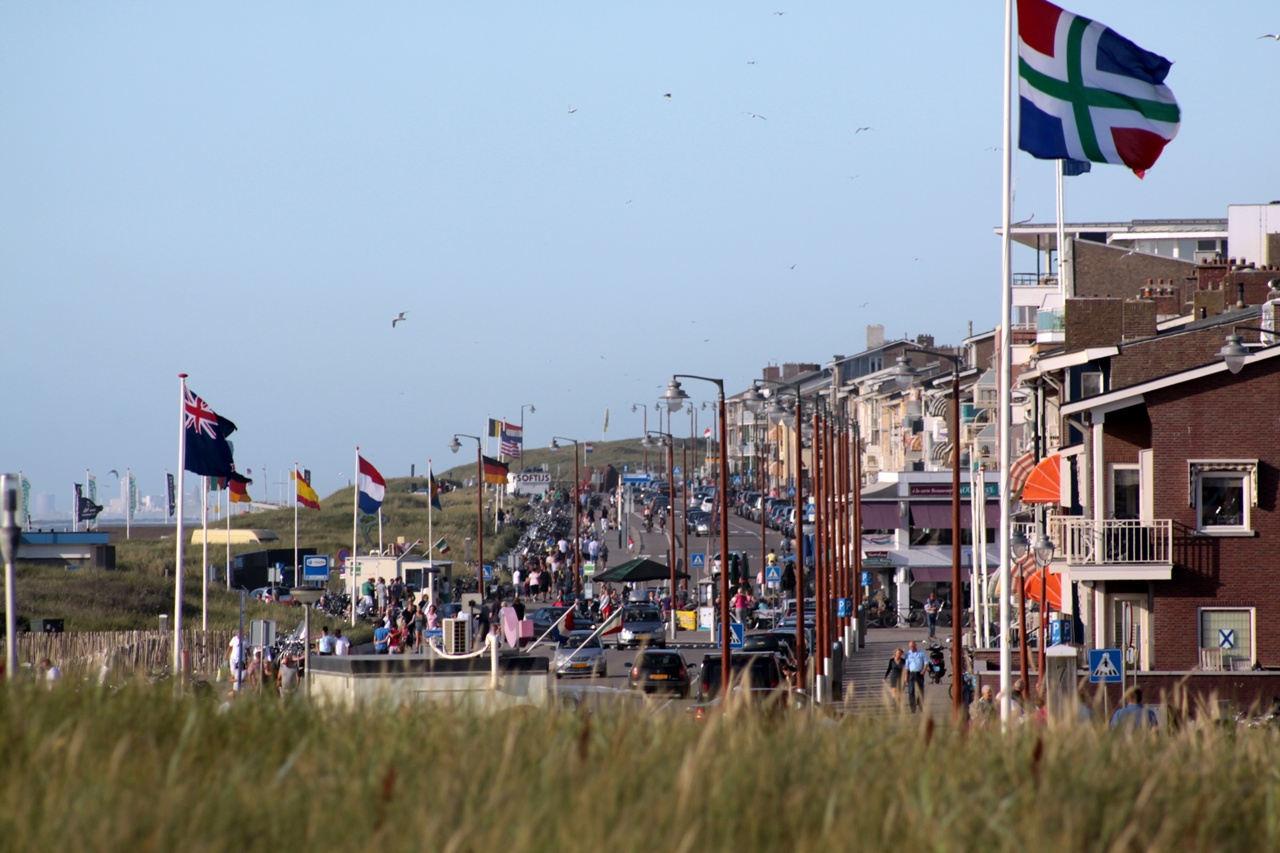
Front de mer de Katwijk aan Zee.

Nieuw Zuid, quartier borné par la Varkevisserstraat au nord et par Nachtegaallaan au sud, se développe le long du littoral. Le front de mer, structuré par un axe de voirie, le « Boulevard », a été détruit lors de la seconde guerre mondiale. Cette zone fait l'objet d'une reconstruction durant les années 1950. Le quartier comporte notamment le « Zeehospitium », hôpital fondé et inauguré par la reine-mère Emma de Waldeck-Pyrmont. Cet établissement est alors spécialisé dans les soins pour les patients atteints de tuberculose,,,.

#### Overduin
Le quartier d'Overduim est établi dans la partie sud-ouest du centre-bourg. Selon les derniers chiffres du bureau central des statistiques néerlandais, la population de ce quartier s'élève à 1 655 habitants pour 810 foyers. La majeure partie des logements d'Overduin, construits entre 1948 et 1959, se présentent sous la forme de maisons individuelles et de lotissements semi-collectifs.

#### Rooie Buurt
Rooie Buurt est un quartier reposant sur un sol constitué par d'anciennes dunes. Il est longé par le Vieux Rhin en rive gauche. Vers 1500, les premiers établissements de Rooie Buurt sont érigés sur cette région dunaire. En 1532, Rooie Buurt fait l'objet d'une inondation. Afin de prévenir ce type de catastrophe naturelle, un nouveau canal, appelé le « Het Mallegat » est creusé en 1572. Cette voie d'eau évolue entre Katwijk aan Rijn et Katwijk aan Zee. Cependant, ce canal, qui est ultérieurement aménagé d'une écluse, est alors fermé à son extrémité.
Postérieurement, le « Het Mallegat » est rebaptisé « Prins Hendrickkanaal ». En 1804, l'extrémité de cette voie d'eau est percée et un canal de drainage vient le prolonger jusqu'au Vieux Rhin. Deux écluses sont aménagées sur le parcours du canal. À cette époque, une école nationale de pêche est également construite au sein de Rooie Buurt.

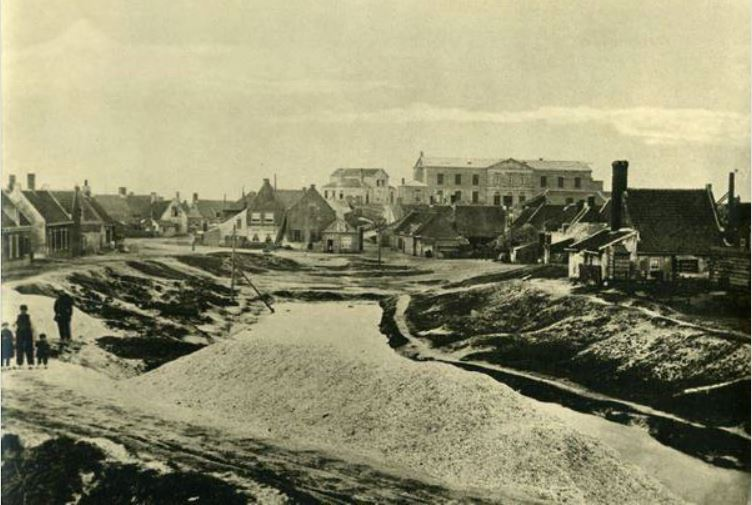
Le quartier de Rooie Buurt et le Het Mallegat.

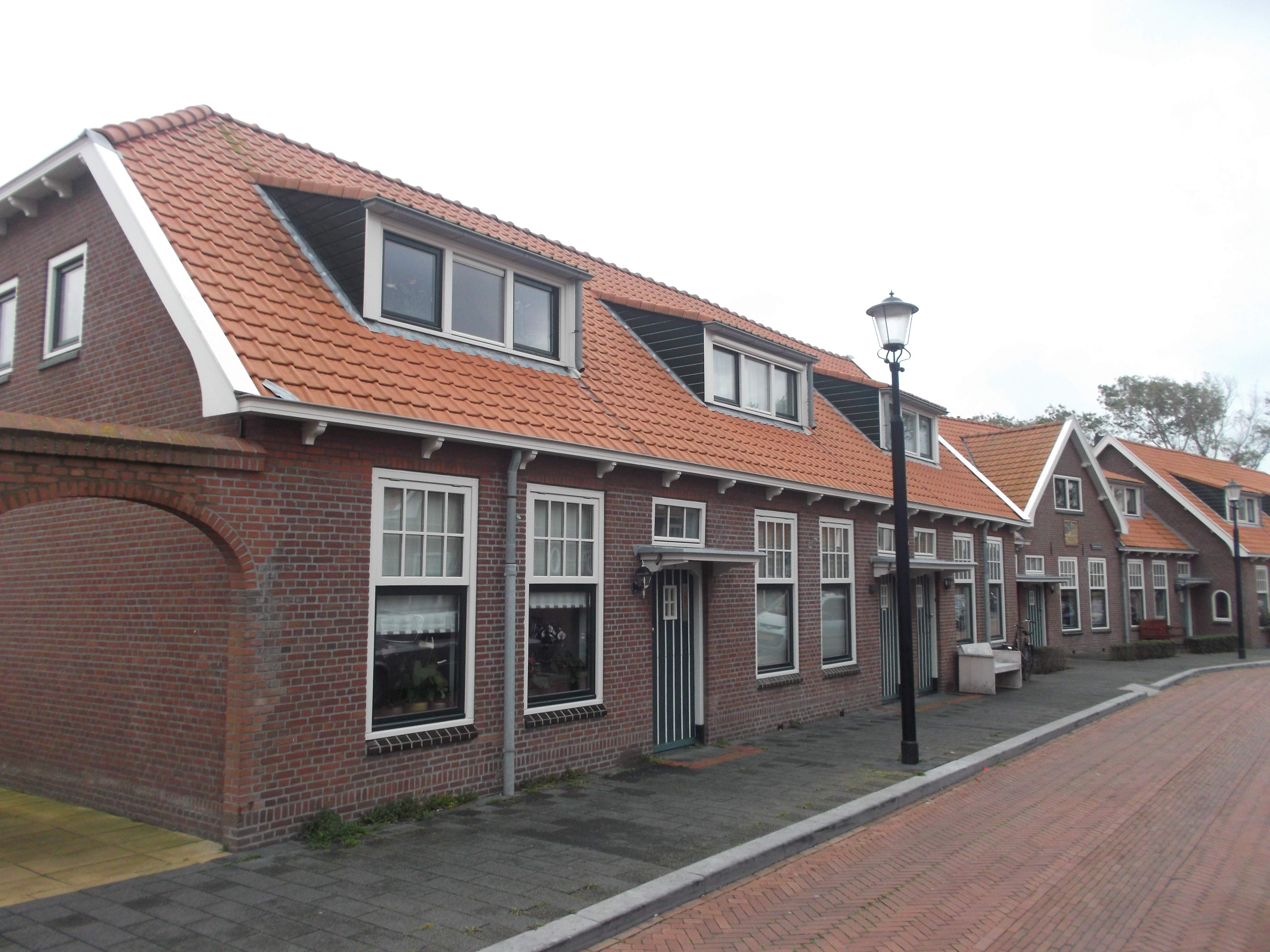
Une rue de Rooie Buurt.

Au tout début du XXe siècle, les conditions de vie au sein de Rooie Buurt se révèlent difficiles et les habitations sont, pour la plupart, insalubres et vétustes. En 1901, le ministre de l'Intérieur d'alors, Hendrik Goeman Borgesius, décide de faire rénover le quartier. Le chantier de réfection et de rénovation de Rooie Buurt débute en 1906 et se conclut en 1914. Les travaux, menés sous la direction de l'architecte H. J. Jesse, sont financés à hauteur de 90 % par l'État néerlandais. Lors de son inauguration, en janvier 1914, le chantier de restauration du quartier permet la création d'une nouvelle société spécialisée dans la filière du bâtiment : la « Katwijkse Bouwvereniging ». Les nouveaux lotissements disposent de sanitaires et d'un système d'adduction en eau potable. Une seconde campagne de rénovation du quartier est initiée en 2007.

#### Witte Hek
Witte Hek est un quartier situé dans la partie nord-est du centre-bourg. Selon les dernières statistiques démographiques fournies par le Centraal Bureau voor de Statistiek, la population de Witte Hek s'élève à près de 1 700 habitants pour 780 ménages. Ce quartier dispose de plusieurs commerces et d'établissements touristiques. Les appartements et résidences collectives représentent la part la plus importante des logements de Witte Hek.

### Plan d'urbanisme de la localité
Le plan d'urbanisme local de Katwijk aan Zee (Masterplan Katwijk aan Zee) établi en 2014 met en relief quatre cadres de développement urbains et environnementaux : le Maritiem Katwijk, zone recouvrant les alentours du Vieux Rhin et du Prins Havenkanaal ; le Katwijk Zeezijde, zone se développant sur le front de mer et littoral ; Katwijk Duin ; Hart van Katwijk ; Katwijk Duin.

## Population et société

### Dialecte et gentilé
Les habitants de la commune sont appelés les « Katwijkers ». Un dialecte, appartenant au groupe des langues frisonnes, le « Katwijks (nl) » existe encore localement,,.

### Démographie
| 1995   | 2000   | 2003   | 2005   | 2010   | 2011   | 2012    | 2013    | 2014    |
| ------ | ------ | ------ | ------ | ------ | ------ | ------- | ------- | ------- |
| 13 060 | 13 650 | 13 660 | 13 610 | 13 990 | 13 985 | 13 910. | 13 810. | 13 890. |

| 2015    | 2016    | 2017    | - | - | - | - | - | - |
| ------- | ------- | ------- | - | - | - | - | - | - |
| 13 970. | 13 935. | 14 040. | - | - | - | - | - | - |

Globalement, la population de la localité se révèle plus jeune que l'ensemble de la population de la commune puisqu'en 2015, selon les données chiffrées du bureau central de la statistique, les habitants de Katwijk aan Zee âgés de plus de 45 ans était de 45 %, tandis que ces mêmes tranches d'âge, sur l'ensemble des habitants de Katwijk, était de 64 %. En outre, du  1er janvier 1995 au 1er janvier 2017, la population de la localité a évolué de 13 060 à 14 040 habitants, son taux d'accroissement démographique s'établissant ainsi à environ 11 % sur cette même période (22 ans),.

### Enseignement
La localité dispose d'une école primaire publique, De Krulder, de trois écoles privées protestantes : deux écoles élémentaires, Rehobothschool et Rutersschool et une école maternelle, Oranjeschool.

### Cultes

#### Culte protestant
Les services et actes religieux sont assurés par l'Église protestante dans les Pays-Bas à la Nieuwe Kerk et à l'Oude Kerk,.

#### Culte catholique
L'église paroissiale, Johannes de Doperkerk, est à Katwijk.

#### Culte musulman
La localité dispose d'une mosquée soufie construite en 1970,.

### Équipements et infrastructures

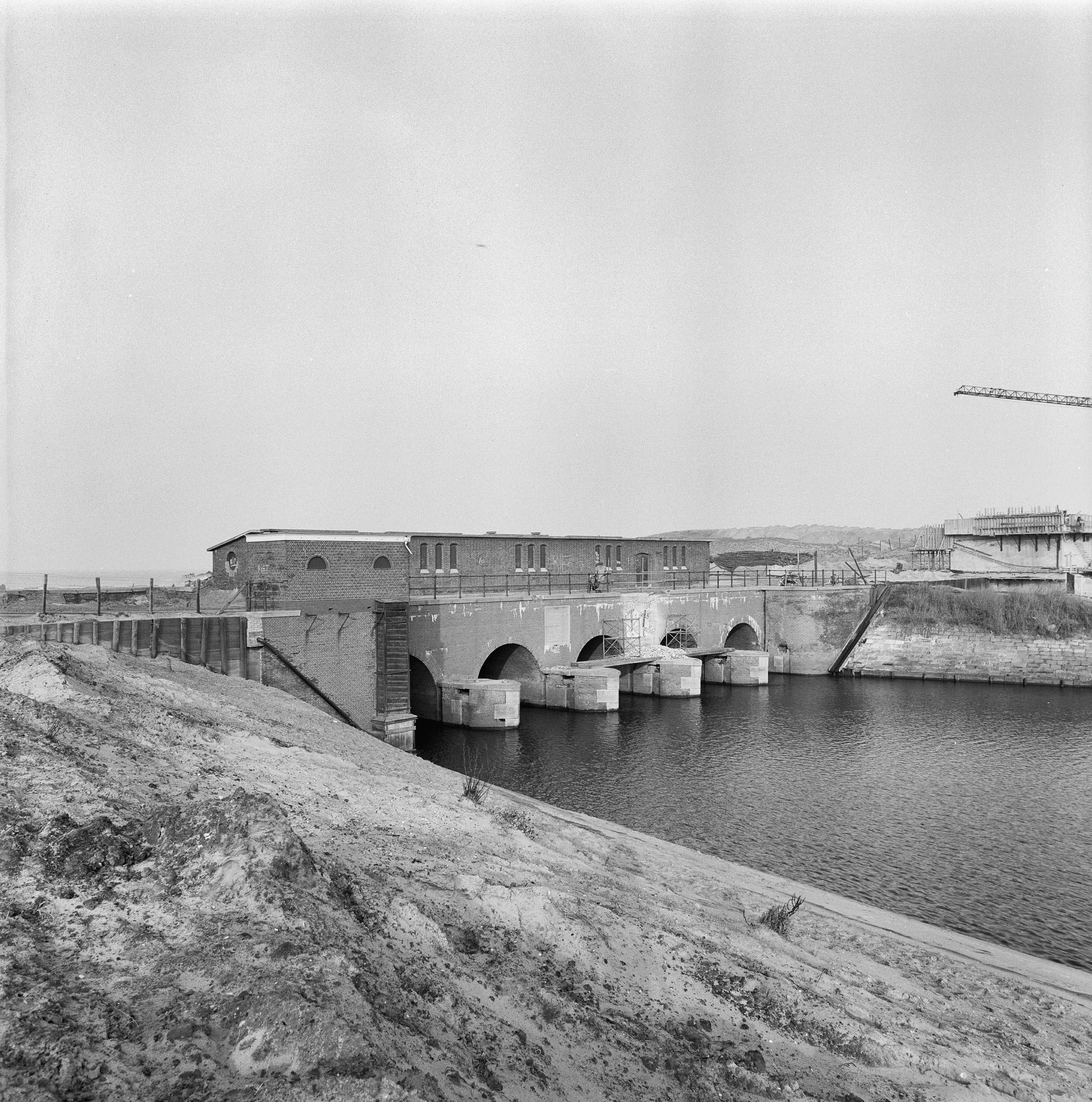
Écluses de Katwijk aan Zee.

La localité est équipée de ses premières écluses au début du XIXe siècle, en 1807. Afin de prévenir les risques de crues des cours d'eau iriguant le territoire de Katwijk aan Zee, ces ouvrages d'art font l'objet d'un remaniement dans la première moitié du XXe siècle, aux environs de 1930.
La localité est également dotée d'une station de pompage, la Koning Willem-Alexander gemaal. Les travaux de construction de cette station de pompage débutent en 1951. Elle est inaugurée en 1954. Cet établissement hydraulique qui enjambe le Vieux Rhin, est situé au cœur de Katwijk aan Zee. Ses fondations reposent sur l'ancien site de Binnensluis, un moulin fondé en 1806. Ultérieurement, vers la fin du XIXe siècle, en 1881, une station de pompage, munie de moteurs à vapeur, avait été aménagée, un peu plus au nord. Cette infrastructure, dont la capacité de pompage est de 18 m3/s fait l'objet d'une rénovation en 1923,.

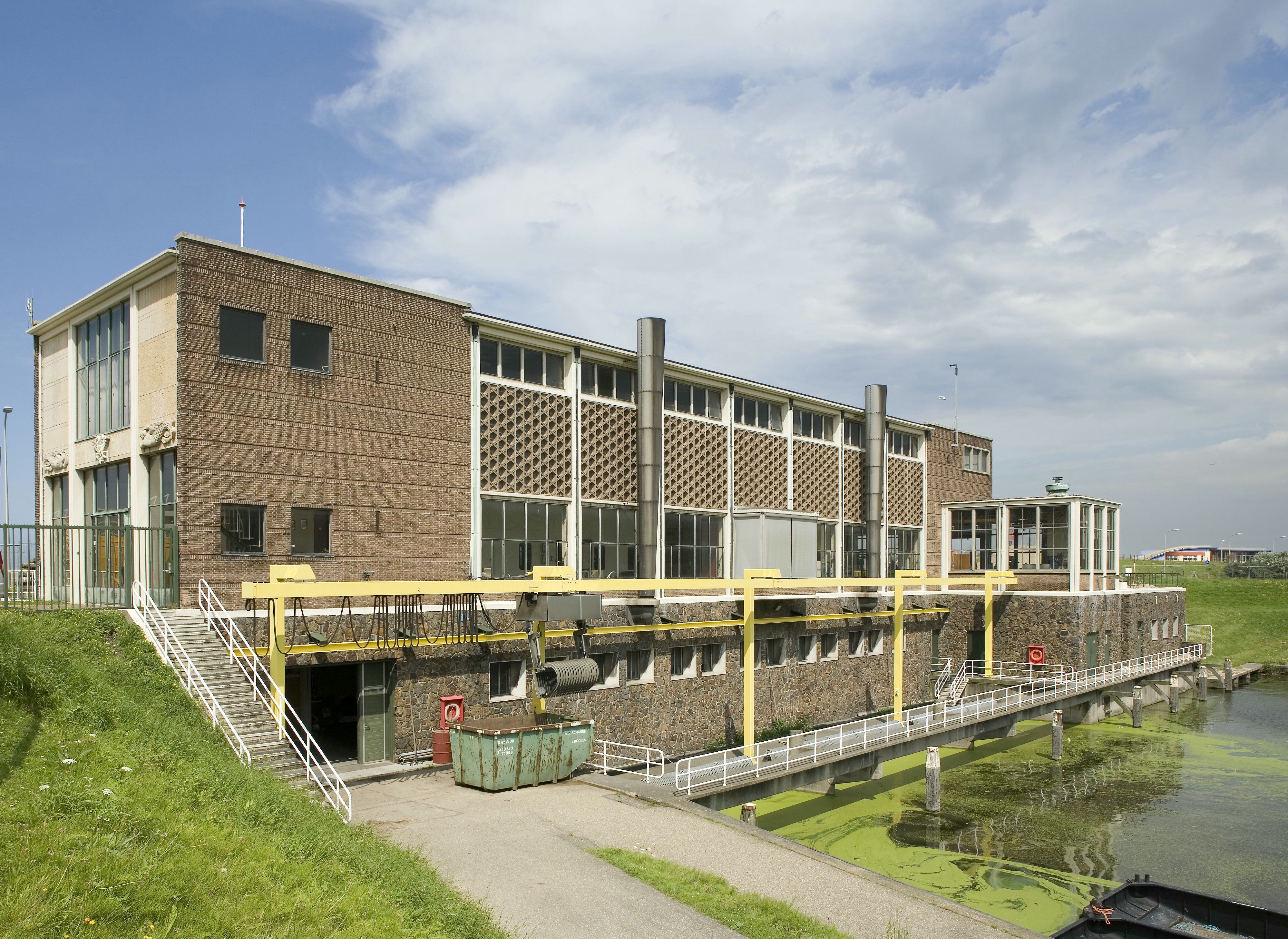
La station de pompage Koning Willem-Alexander gemaal.

Le 12 juin 1951, le projet de construction d'une nouvelle station de pompage est approuvé par les députés de Hollande-Méridionale. La seconde structure hydraulique est alors fermée dès 1952. L'actuelle station de pompage, la Koning Willem-Alexander gemaal, possède une capacité totale de 5 640 m3/min — valeur exprimée en m3, ou litre d'eau par minute —. La station est munie de quatre turbines électriques, chacune possédant une capacité qui s'élève à 1 410 m3/min avec un niveau d'eau d'environ 2,5 m. En outre, elle génère une puissance de 590 kw. En 2007, puis en 2011, afin d'augmenter sa puissance, cette station fait l'objet d'innovations techniques. Le 20 septembre 2010, la station Koning Willem-Alexander bénéficie d'une inscription au titre de monument national,. En 2013, la station de pompage est officiellement nommée de Koning Willem-Alexander gemaal.

## Culture et patrimoine

### Bâtiments remarquables
Plusieurs monuments font l'objet d'un classement national et une quarantaine de bâtiments de Katwijk aan Zee bénéficient d'un classement municipal.
- L'Andreaskerk (église Andreas) est fondée en 1461. L'édifice, placé sous le vocable de saint André lors de sa construction, est ultérieurement dénommé l'Oude Kerk (ou vieille église). L'église fait l'objet d'importants travaux de remaniement en 1890. L'édifice, alors fermé pendant toute la période de sa restauration, est rouvert le 27 février 1927[106].
- La Nieuwe Kerk (ou Nouvelle église), est bâtie au début des années 1860 par l'architecte H. J. Hesse, son chantier de construction se termine en 1886-1887. Cet édifice fait l'objet d'un classement au titre de monument national en 1978. De style néo-renaissance, l'église est pourvue d'un clocher-tour et dispose d'un orgue conçu en 1822. Sa cloche, fabriquée et coulée en 1594, mesure 120,3 cm de diamètre[107].
- Le phare de Kadwijk aan Zee, construit en 1605, est l'un des plus anciens des Pays-Bas. Ce phare était exclusivement destiné aux bateaux de pêche de Katwijk, et cesse de fonctionner lors de la disparition des bomschuits, vers 1912. Il appartient à la municipalité et bénéficie d'un classement au titre de monument national le 18 novembre 1971[108].
- Le musée de Katwijk, ouvert en 1983, est situé au 46 Voorstraat. À l'origine, le musée est installé au sein d'une ancienne demeure d'armateur, conçue en 1912 par l'architecte Hendrik Jesse. Le peintre, Tjerk Bottema, prix de Rome en 1907, fait un legs qui enrichit les collections. Une salle du premier étage porte son nom. En 2009, la construction d'un complexe contigu agrandit l'espace muséographique. Cet établissement abrite notamment des tableaux de l'artiste impressionniste Thamine Tadama-Groeneveld, de Hendrik Willebrord Jansen et d'Edgar Farasyn en exposition permanente[109],[110],[44].
- La Villa Allegonda (nl), est construite en 1917 par l'architecte Jacobus Johannes Pieter Oud[111],[112],[113], avec des éléments de décoration (notamment des huisseries agrémentées de vitraux) créés par Theo van Doesburg, personnalité emblématique du mouvement De Stijl[114],[115]. La villa est aménagée en hôtel-restaurant en 1957. Elle fait l'objet d'une restauration en 2016[116].

Lieux et monuments de Katwijk aan Zee
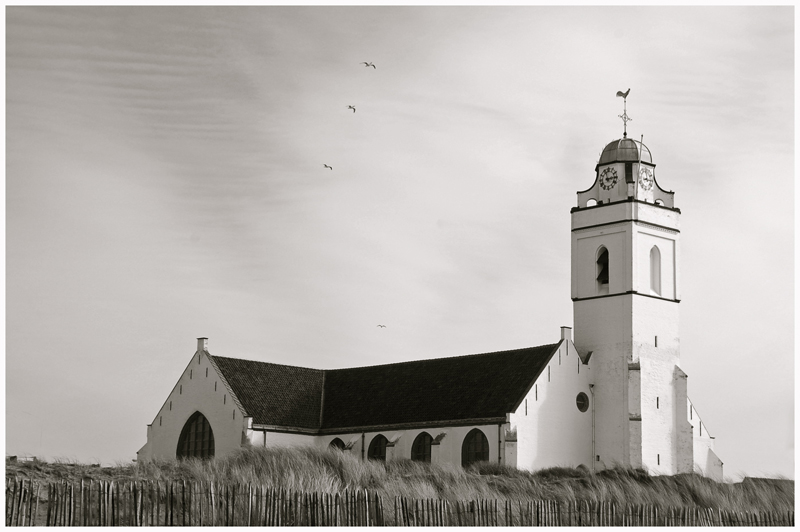
L'église Andreas.
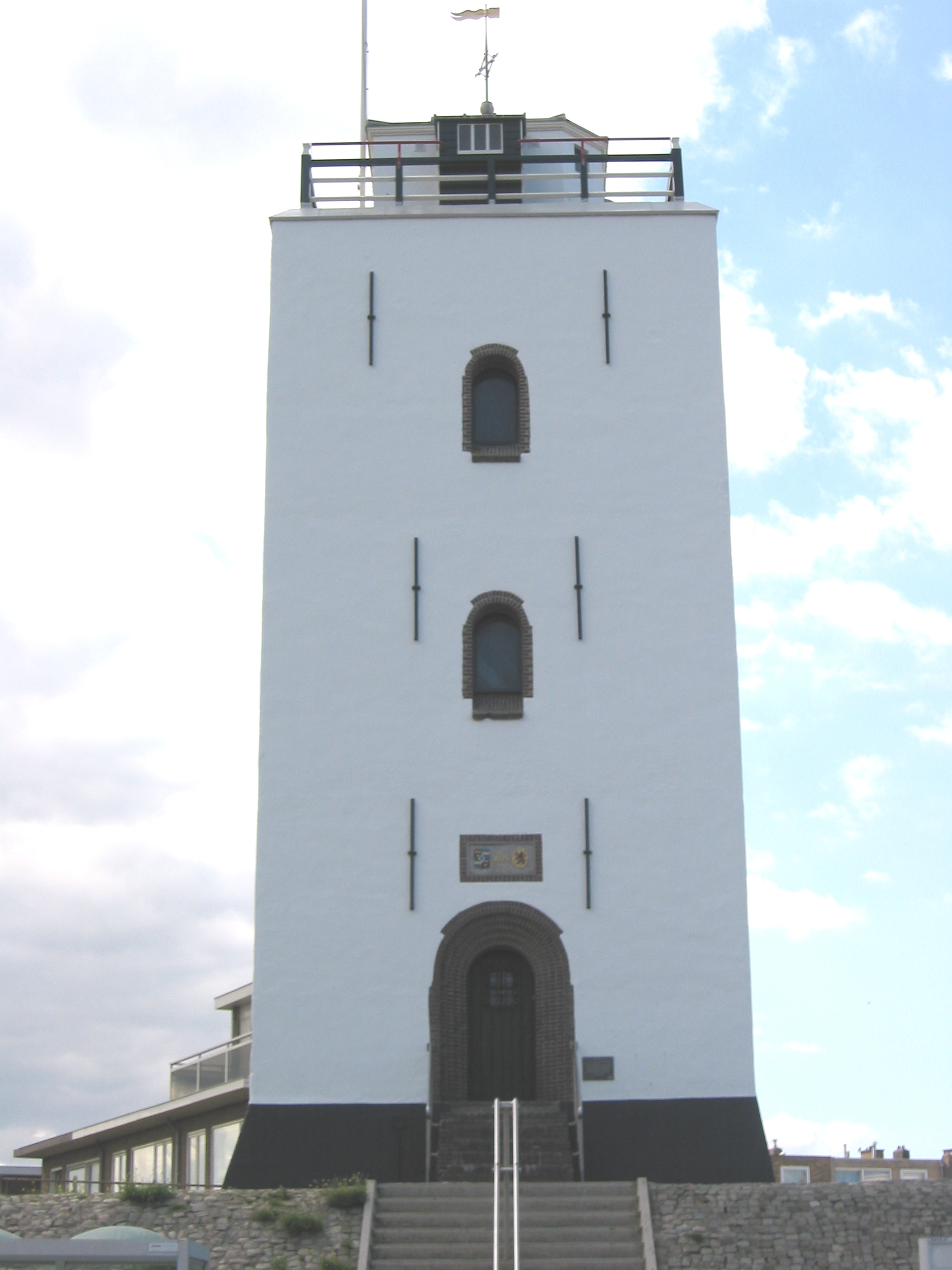
Vue d'ensemble du phare.
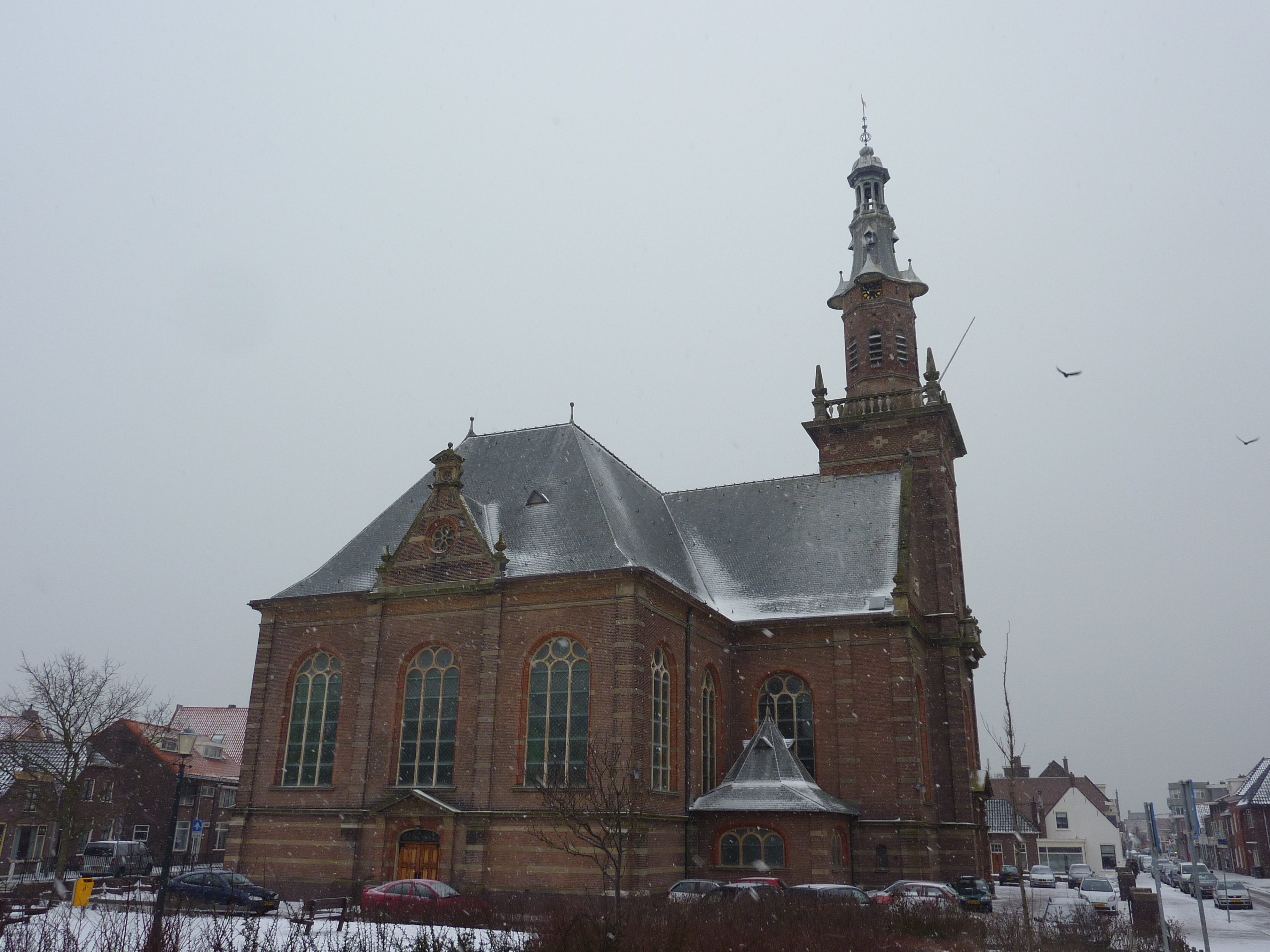
Vue d'ensemble de la nef et de la tour-clocher de la nouvelle église.
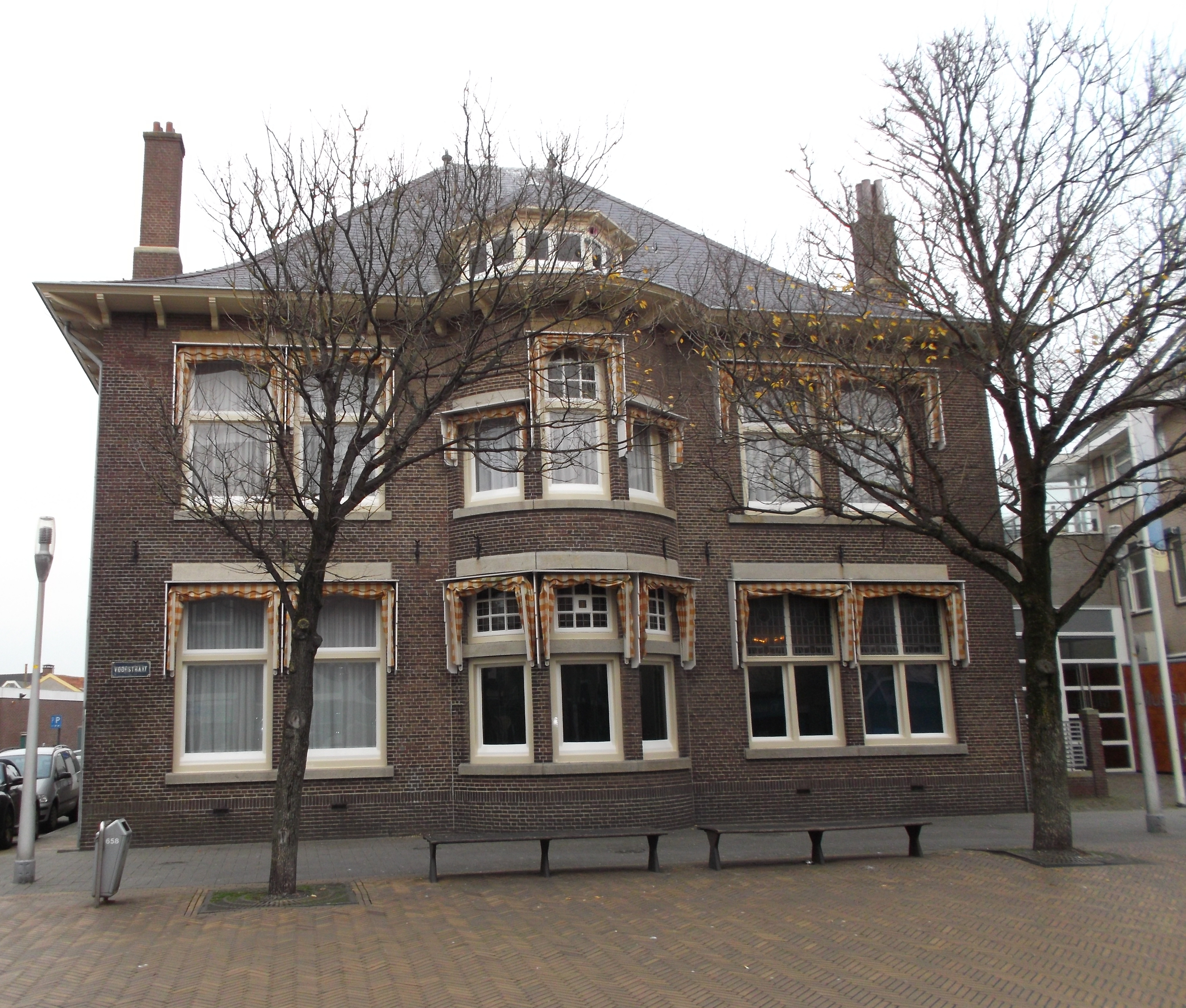
Le musée de Katwijk.
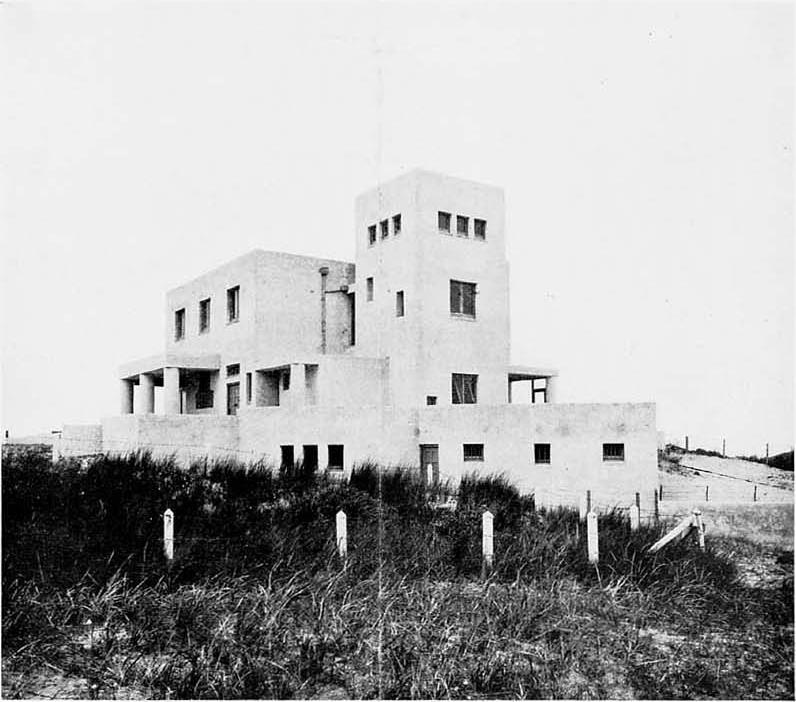
Villa Allegonda.

### Personnalités liées à la localité
- Pieter Groen (nl), ou Peter Green, est un marin né en 1802 à Katwijk aan Zee. À bord de son navire (l'Emily), il rallie en 1836 l'île atlantique de Tristan da Cunha, dont il devient gouverneur en 1865 et où il meurt en 1902. Un établissement d'enseignement secondaire protestant, fondé en 1974 à Katwijk aan Zee, porte son nom[117],[118],[119].
- L'écrivaine Mia Bruyn-Ouwehand (nl) (1895-1968) est née à Katwijk aan Zee[120].
- Andries Buijs (nl) (1925-2015) est un homme politique originaire de la localité. Il a été le bourgmestre de la commune d'Urk entre 1974 et 1989[121].